# Systematik der Schildkröten
Die Schildkröten (Testudinata, bzw. Testudines, wenn die Kronengruppe gemeint ist; ehemals auch Chelonia von altgriechisch χελώνη chelōnē „Schildkröte“) sind eine Ordnung der Sauropsida. Die Testudines werden in zwei Unterordnungen unterteilt.
Die Halsberger-Schildkröten, die sich während des Jura vor 180 Millionen Jahren zu entwickeln begannen und heute noch mit zehn Familien vertreten sind, können ihren Kopf in den Panzer zurückziehen. Die Halswirbel dieser Tiere sind zu diesem Zweck speziell geformt, damit sich das Rückgrat S-förmig krümmen kann.
Bei den Halswender-Schildkröten, die heute mit drei Familien existieren, handelt es sich um die entwicklungsgeschichtlich jüngere Unterordnung, da sie sich erst in der Kreide bildeten. Sie können ihren Kopf nicht wie die Cryptodira einziehen, sondern legen ihn durch eine horizontale S-förmige Bewegung seitlich unter den Panzer.
In der folgenden Systematik der Schildkröten werden alle rezenten Arten dargestellt sowie die ausgestorbenen Gattungen, die in der deutschsprachigen Wikipedia beschrieben werden.

## Meiolaniformes
- ohne Rang: † Meiolaniformes Sterli & de la Fuente, 2013
  - Familie: † Meiolaniidae Boulenger, 1887
    - Gattung: † Crossochelys Simpson, 1937
      - † Crossochelys corniger Simpson, 1937

    - Gattung: † Meiolania Owen, 1886
      - † Meiolania brevicollis Megirian, 1992
      - † Meiolania damelipi White, Worthy, Hawkins, Bedford & Spriggs, 2010
      - † Meiolania mackayi Anderson, 1925
      - † Meiolania platyceps Owen, 1886

    - Gattung: † Ninjemys Gaffney, 1992
      - † Ninjemys oweni (Woodward, 1881)

    - Gattung: † Niolamia Ameghino, 1899
      - † Niolamia argentina Ameghino, 1899

    - Gattung: † Warkalania Gaffney, Archer & White, 1992
      - † Warkalania carinaminor Gaffney, Archer & White, 1992

## Kronengruppe der Schildkröten (Testudines)

### † Paracryptodira
- ohne Rang: † Paracryptodira Gaffney, 1975

### Halsberger-Schildkröten (Cryptodira) alternativ Pan-Cryptodira
Unterordnung: Halsberger-Schildkröten Cryptodira Cope, 1868

#### Eucryptodira
- Teilordnung: Eucryptodira Gaffney, 1975
  - Familie: † Sinemydidae Yeh, 1963
    - Gattung: † Sinemys Wiman, 1930
      - † Sinemys lens Wiman, 1930
      - † Sinemys gamera Brinkman & Peng, 1993

    - Gattung: † Manchurochelys Endo & Shikama, 1942 (Manchmal auch in Macrobaenidae)
      - † Manchurochelys donghai Ma, 1986
      - † Manchurochelys manchoukuoensis Endo & Shikama, 1942

    - Gattung: † Ordosemys Brinkman & Peng, 1994
      - † Ordosemys liaoxiensis (Ji, 1995)

##### Kronengruppe der Halsberger-Schildkröten (Polycryptodira) alternativ Cryptodira
ohne Rang: Polycryptodira Gaffney & Meylan, 1988

###### Weichschildkrötenverwandte (Trionychoidea)

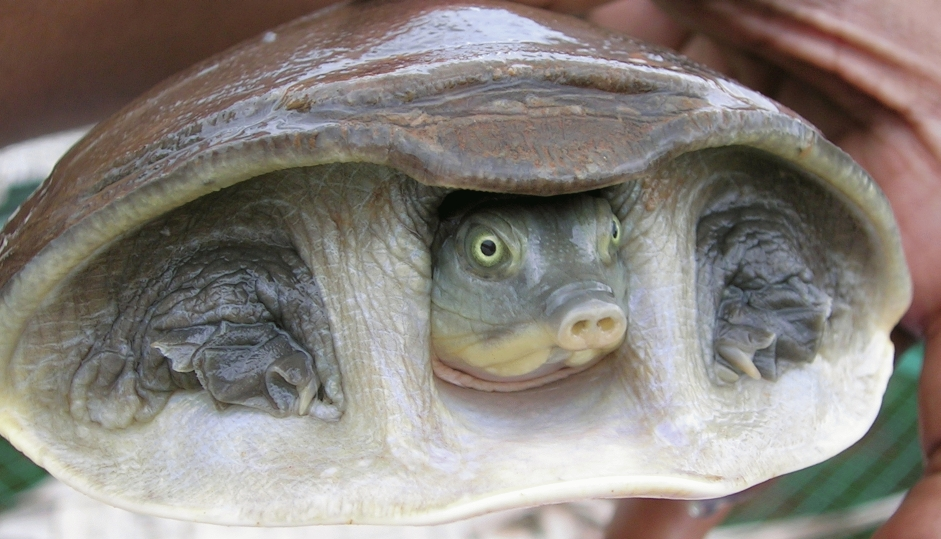
Indische Klappen-Weichschildkröte Lissemys punctata

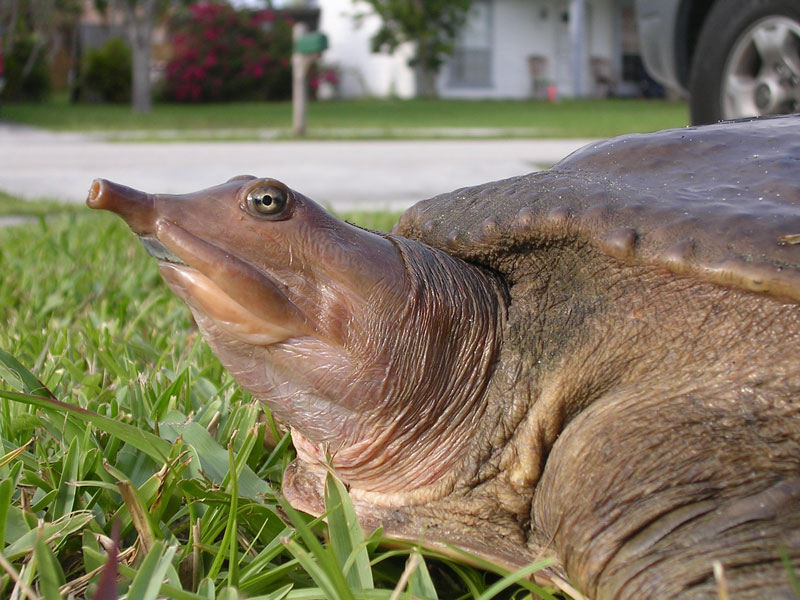
Dornrand-Weichschildkröte (Apalone spinifera)

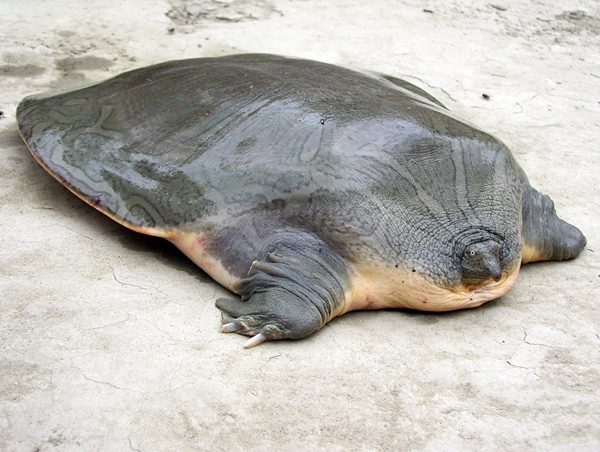
Vorderindische Kurzkopf-Weichschildkröte (Chitra indica)

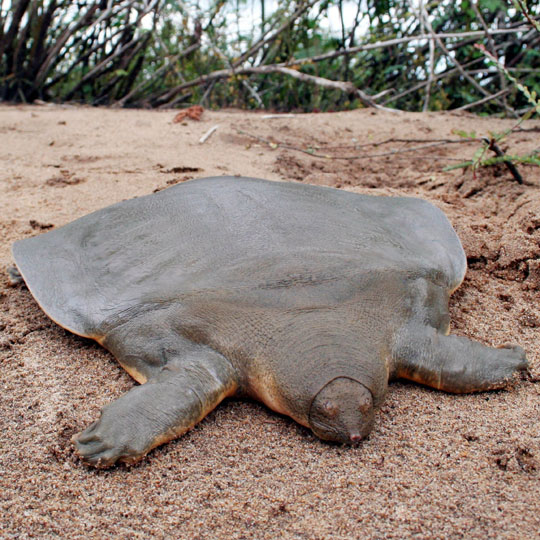
Cantors Riesen-Weichschildkröte (Pelochelys cantorii)

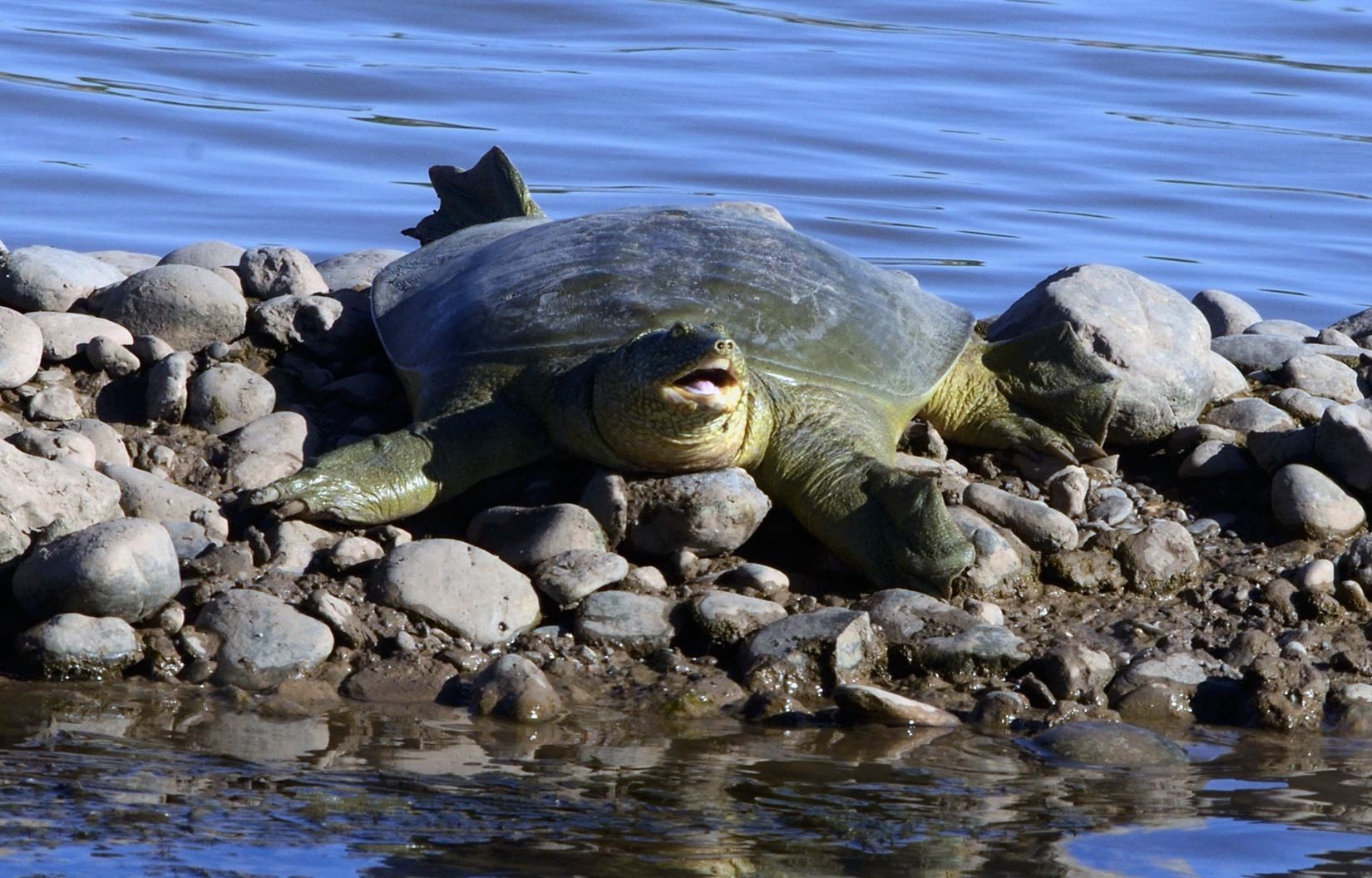
Euphrat-Weichschildkröte (Rafetus euphraticus)

- Überfamilie: Weichschildkrötenverwandte (Trionychoidea Fitzinger, 1826)
  - Familie: Weichschildkröten (Trionychidae Gray, 1825)
    - Unterfamilie: Klappen-Weichschildkröten (Cyclanorbinae Lydekker, 1889)
      - Gattung: Westafrikanische Klappen-Weichschildkröten (Cyclanorbis Gray, 1854)
        - Gefleckte Klappen-Weichschildkröte (Cyclanorbis elegans (Gray, 1869))
        - Senegal-Klappen-Weichschildkröte (Cyclanorbis senegalensis (Duméril & Bibron 1835))

      - Gattung: Zentralafrikanische Klappen-Weichschildkröten (Cycloderma Peters, 1854)
        - Rotrückige Klappen-Weichschildkröte (Cycloderma aubryi (Duméril, 1856))
        - Graue Klappen-Weichschildkröte (Cycloderma frenatum Peters, 1854)

      - Gattung: Asiatische Klappen-Weichschildkröten (Lissemys Smith 1931)
        - Sri Lanka-Weichschildkröte (Lissemys ceylonensis (Gray, 1856))
        - Indische Klappen-Weichschildkröte (Lissemys punctata (Bonnaterre, 1789))
        - Hinterindische Klappen-Weichschildkröte (Lissemys scutata (Peters, 1868))

    - Unterfamilie: Gewöhnliche Weichschildkröten (Trionychinae Gray, 1825)
      - Gattung: Amyda Geoffroy Saint-Hilaire, 1809
        - Knorpel-Weichschildkröte (Amyda cartilaginea (Boddaert, 1770))
        - Amyda ornata (Gray, 1861)

      - Gattung Amerikanische Weichschildkröten (Apalone Rafinesque, 1832)
        - Florida-Weichschildkröte (Apalone ferox (Schneider, 1783))
        - Glattrand-Weichschildkröte (Apalone mutica (Le Sueur, 1827))
        - Dornrand-Weichschildkröte (Apalone spinifera (Le Sueur, 1827))

      - Gattung: Kurzkopf-Weichschildkröten (Chitra Gray, 1844)
        - Hinterindische Kurzkopf-Weichschildkröte (Chitra chitra Nutaphand, 1986)
        - Vorderindische Kurzkopf-Weichschildkröte (Chitra indica (Gray, 1831))
        - Burma-Kurzkopf-Weichschildkröte (Chitra vandijki Mccord & Pritchard, 2003)

      - Gattung: Dogania Gray, 1844
        - Malayen-Weichschildkröte (Dogania subplana (Geoffroy Saint-Hilaire, 1809))

      - Gattung: Indische Weichschildkröten (Nilssonia Gray, 1872) (incl. Aspideretes)
        - Birma-Weichschildkröte (Nilssonia formosa (Gray, 1869))
        - Ganges-Weichschildkröte (Nilssonia gangeticus (Cuvier, 1825))
        - Pfauenaugen-Weichschildkröte (Nilssonia hurum (Gray, 1831))
        - Leiths Weichschildkröte (Nilssonia leithii (Gray, 1872))
        - Dunkle Weichschildkröte (Nilssonia nigricans (Anderson, 1875))

      - Gattung: Palea Meylan, 1987
        - Nackendornen-Weichschildkröte (Palea steindachneri (Siebenrock, 1906))

      - Gattung: Riesen-Weichschildkröten (Pelochelys Gray, 1864)
        - Bibrons Riesen-Weichschildkröte (Pelochelys bibroni (Owen, 1853))
        - Cantors Riesen-Weichschildkröte (Pelochelys cantorii Gray, 1864)
        - Neuguinea Riesen-Weichschildkröte (Pelochelys signifera Webb, 2002)

      - Gattung: Fernöstliche Weichschildkröten (Pelodiscus Fitzinger, 1835)
        - Hunan-Weichschildkröte (Pelodiscus axenaria (Zhou, Zhang & Fang, 1991))
        - Amur-Weichschildkröte (Pelodiscus maackii (Brandt, 1858))
        - Guangxi-Weichschildkröte (Pelodiscus parviformis Tang, 1997)
        - Chinesische Weichschildkröte (Pelodiscus sinensis (Wiegmann, 1835))
        - Pelodiscus variegatus Farkas, Ziegler, Pham, Ong & Fritz, 2019

      - Gattung: Rafetus Gray, 1864
        - Euphrat-Weichschildkröte (Rafetus euphraticus (Daudin, 1802))
        - Jangtse-Riesenweichschildkröte (Rafetus swinhoei (Gray, 1873))

      - Gattung: Afrikanische Weichschildkröten (Trionyx É. Geoffroy Saint-Hilaire, 1809)
        - Afrikanische Weichschildkröte (Trionyx triunguis (Forskål, 1775))

  - Familie: Carettochelyidae Boulenger, 1887

- Gattung: † Allaeochelys Noulet, 1867
  - † Allaeochelys parayrei Noulet, 1867
  - † Allaeochelys carasecai Jiménez, 1971
  - † Allaeochelys crassesculptata (Harrassowitz, 1922)
  - † Allaeochelys jimenezi Santiago & Andrés, 2005
  - † Allaeochelys nouleti Bergounioux, 1931
  - † Allaeochelys libyca Havlik, Joyce & Böhme, 2014

- Gattung: Carettochelys Ramsay, 1886
  - Papua-Weichschildkröte (Carettochelys insculpta Ramsay, 1886)

###### Meeresschildkrötenverwandte (Chelonioidea)

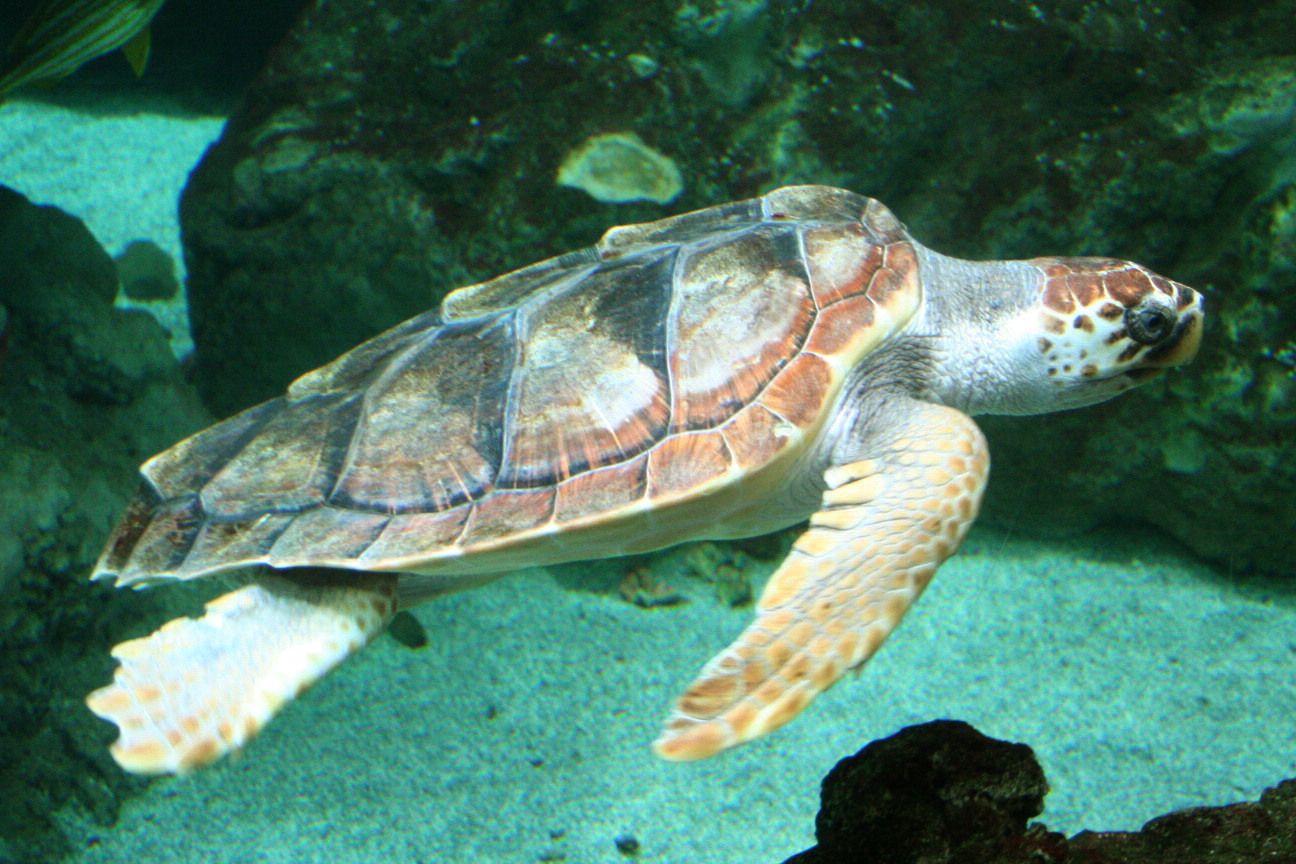
Unechte Karettschildkröte (Caretta caretta)

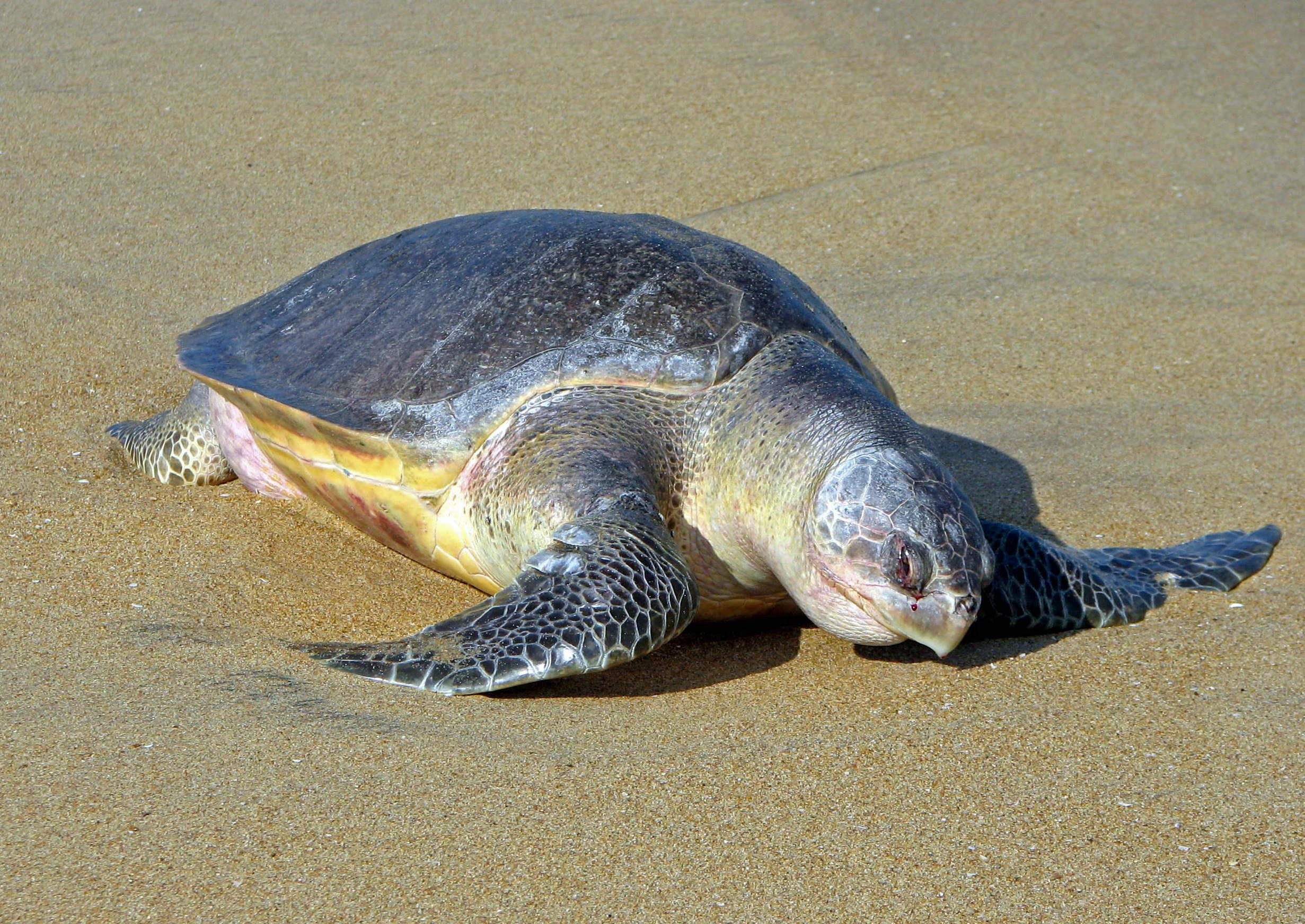
Oliv-Bastardschildkröte (Lepidochelys olivacea)

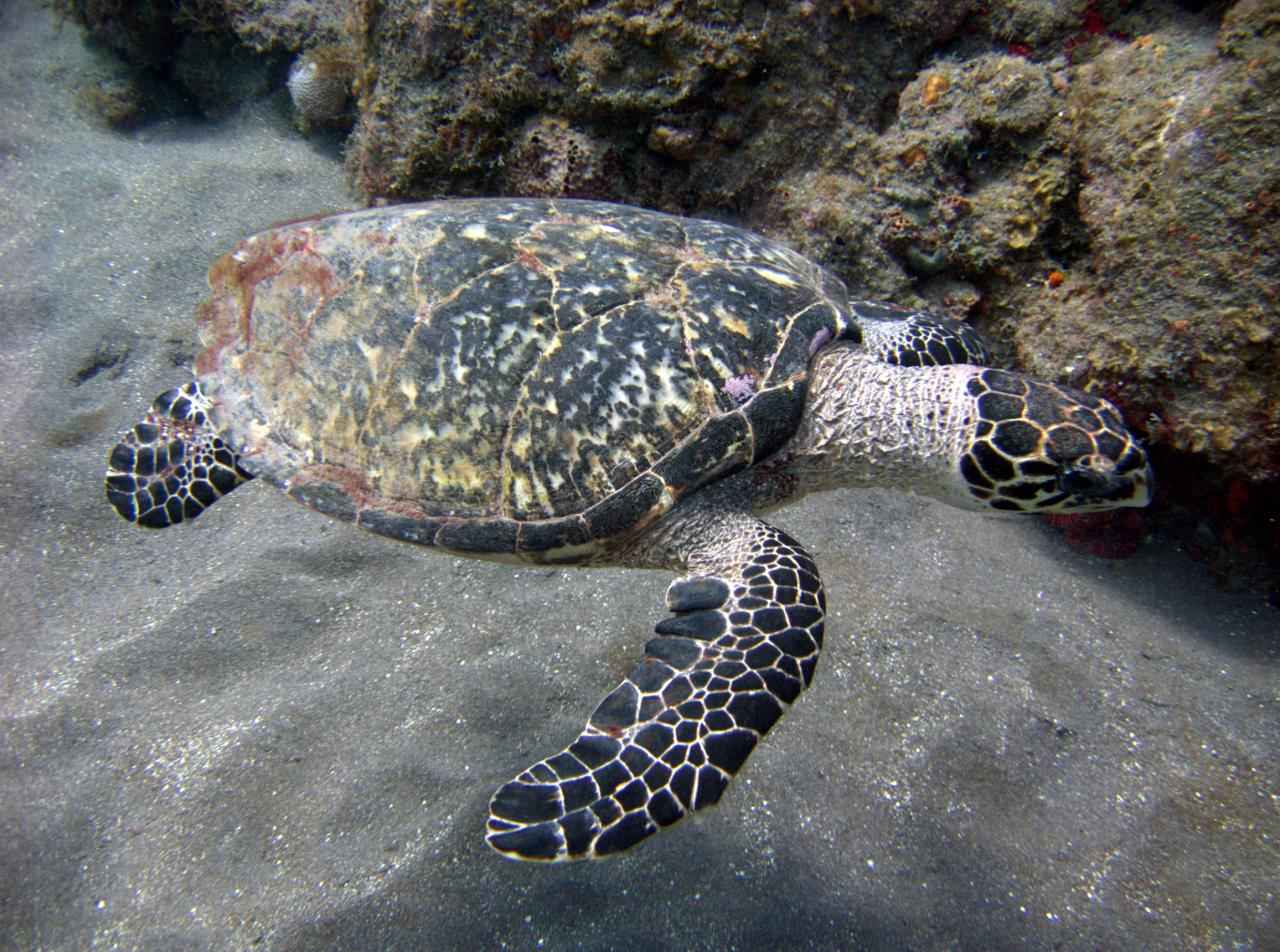
Echte Karettschildkröte (Eretmochelys imbricata)

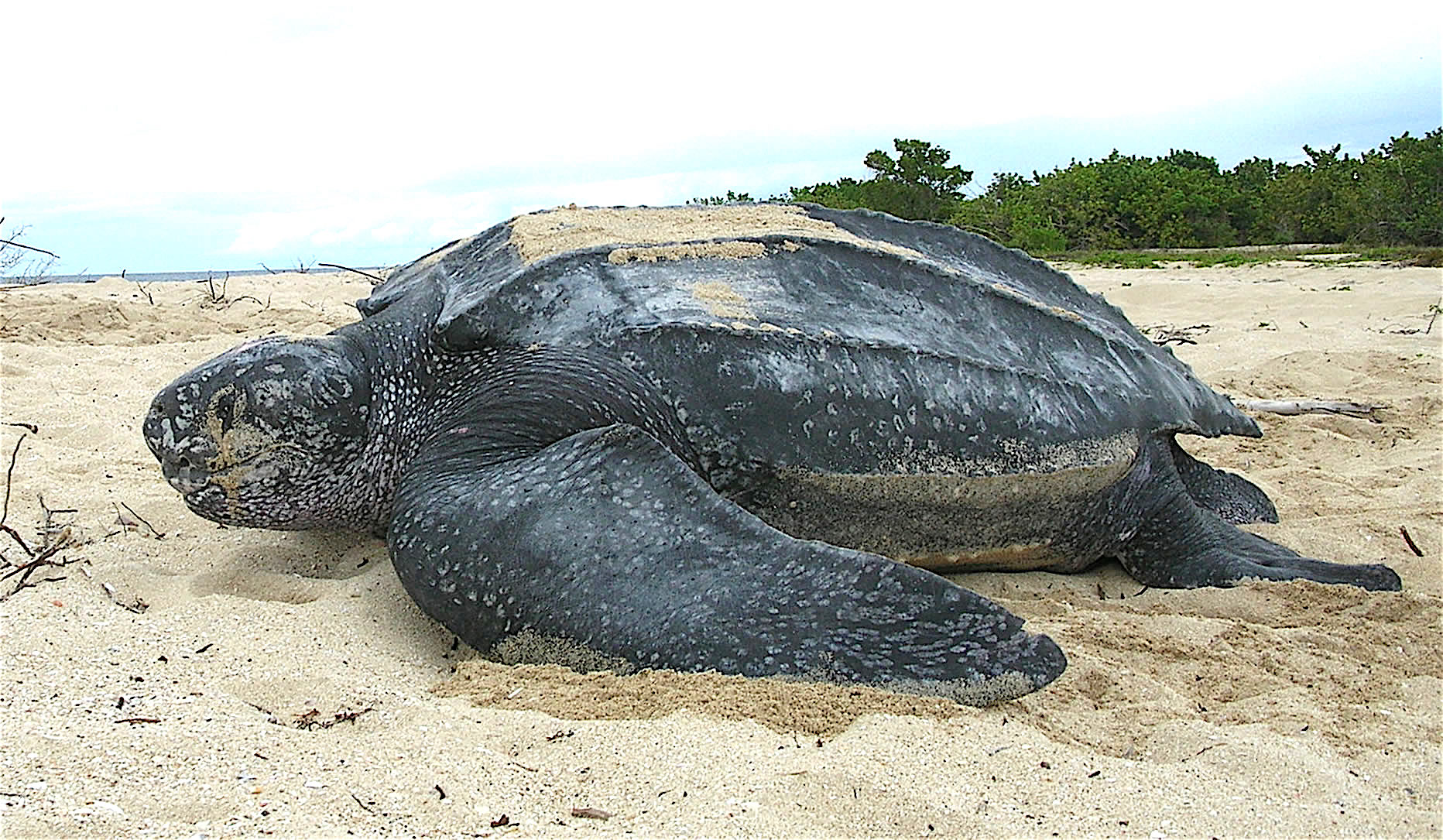
Lederschildkröte (Dermochelys coriacea)

- Überfamilie: Meeresschildkrötenverwandte (Chelonioidea Baur, 1893)
  - Gattung: † Ctenochelys Sternberg, 1904
  - Gattung: † Tasbacka Nessov, 1987
  - Gattung: † Toxochelys Cope, 1873
  - Familie: Meeresschildkröten (Cheloniidae Oppel, 1811)
    - Unterfamilie: Carettinae Gray, 1825
      - Gattung: Caretta Rafinesque, 1814
        - Unechte Karettschildkröte (Caretta caretta (Linnaeus, 1758))

      - Gattung: Eretmochelys Fitzinger, 1843
        - Echte Karettschildkröte (Eretmochelysimbricata (Linnaeus, 1766))

      - Gattung: Bastardschildkröten (Lepidochelys Fitzinger, 1843)
        - Oliv-Bastardschildkröte (Lepidochelys olivacea (Eschscholtz, 1829))
        - Karibische Bastardschildkröte (Lepidochelys kempii Garman, 1880)

    - Unterfamilie: Cheloniinae Oppel, 1811
      - Gattung: Chelonia Brongniart, 1800
        - Suppenschildkröte (Chelonia mydas (Linnaeus, 1758))

      - Gattung: Natator McCulloch, 1908
        - Wallriffschildkröte (Natator depressus (Garman, 1880))

  - Familie: Lederschildkröten (Dermochelyidae Fitzinger, 1843)

- Gattung: † Corsochelys Zangerl, 1960

- Corsochelys halinches Zangerl, 1960

- Gattung: Dermochelys Blainville, 1816

- Lederschildkröte (Dermochelys coriacea (Vandelli, 1761))

- Familie: † Protostegidae Cope, 1872

- Gattung: † Archelon Wieland, 1896

- † Archelon ischyros Wieland, 1896

- Gattung: † Chelosphargis Zangerl, 1953

- † Chelosphargis advena Hay, 1908

- Gattung: † Desmatochelys Williston, 1894

- † Desmatochelys lowi Williston, 1894
- † Desmatochelys padillai Cadena & Parham, 2015

- Gattung: † Notochelone Lydekker, 1889

- † Notochelone costata Owen, 1882

- Gattung: † Protostega Cope, 1872

- † Protostega gigas Cope, 1872

- Gattung: † Santanachelys Hirayama, 1998

- † Santanachelys gaffneyi Hirayama, 1998

- Gattung: † Rhinochelys Seeley, 1869

- † Rhinochelys brachyrhina Lydekker, 1889
- † Rhinochelys cantabrigiensis Lydekker, 1889
- † Rhinochelys elegans Lydekker, 1889
- † Rhinochelys jessoni Lydekker, 1889
- † Rhinochelys macrorhina Lydekker, 1889
- † Rhinochelys nammourensis Tong, Hirayama, Makhoul & Escuillié, 2006
- † Rhinochelys pulchriceps Owen, 1842

###### Schnappschildkrötenverwandte (Chelydroidea)

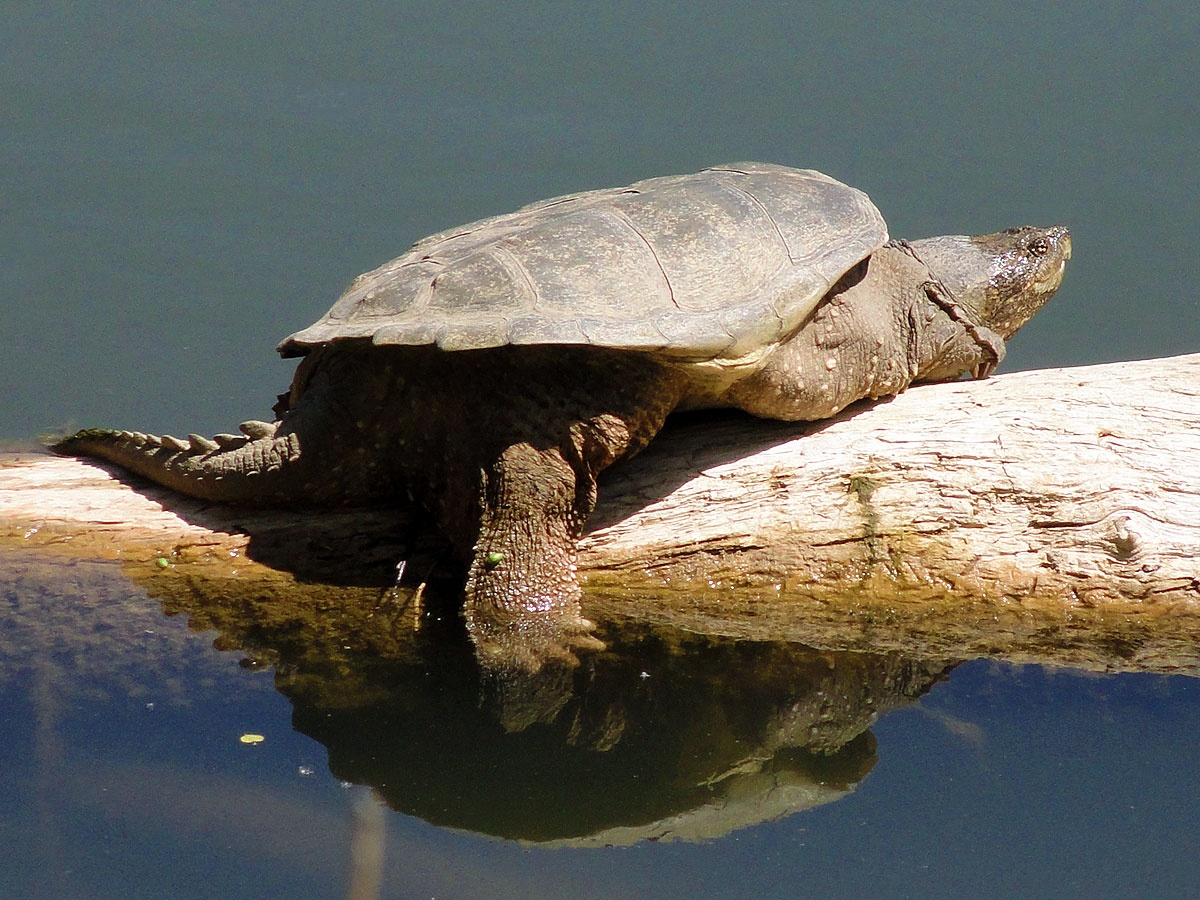
Schnappschildkröte (Chelydra serpentina)

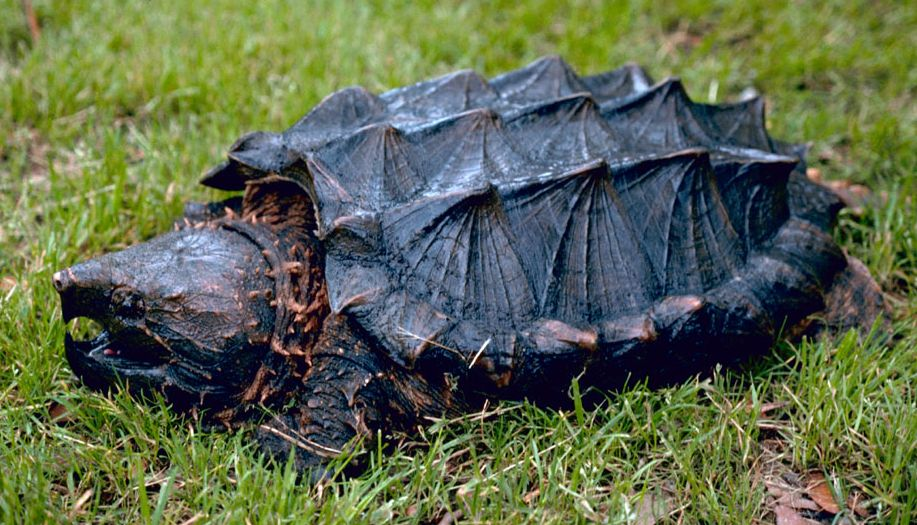
Geierschildkröte (Macrochelys temminckii)

- Überfamilie: Schnappschildkrötenverwandte (Chelydroidea Baur, 1893)
  - Familie: Alligatorschildkröten (Chelydridae Gray, 1831)
    - Gattung: Schnappschildkröten (Chelydra Schweigger, 1812)
      - Südamerikanische Schnappschildkröte (Chelydra acutirostris Peters, 1862)
      - Mittelamerikanische Schnappschildkröte (Chelydra rossignonii (Bocourt, 1868))
      - Schnappschildkröte (Chelydra serpentina (Linnaeus, 1758))

    - Gattung: † Chelydropsis Peters, 1868
      - † Chelydropsis murchisoni (Bell, 1832)

    - Gattung: † Emarginachelys Whetstone, 1978
      - † Emarginachelys cretacea Whetstone, 1978

    - Gattung: Geierschildkröten (Macrochelys Gray, 1856)
      - Apalachicola-Geierschildkröte (Macrochelys apalachicolae Thomas, Granatosky, Bourque, Krysko, Moler, Gamble, Suarez, Leone & Roman, 2014)[1] Artstatus umstritten da keine diagnostischen Unterschiede zu Macrochelys temminckii erkennbar[2]
      - Suwannee-Geierschildkröte (Macrochelys suwanniensis Thomas, Granatosky, Bourque, Krysko, Moler, Gamble, Suarez, Leone & Roman, 2014)[1]
      - Geierschildkröte (Macrochelys temminckii Troost, 1835)

    - Gattung: † Protochelydra Erickson, 1973
      - † Protochelydra zangerli Danilov & Parham, 2008

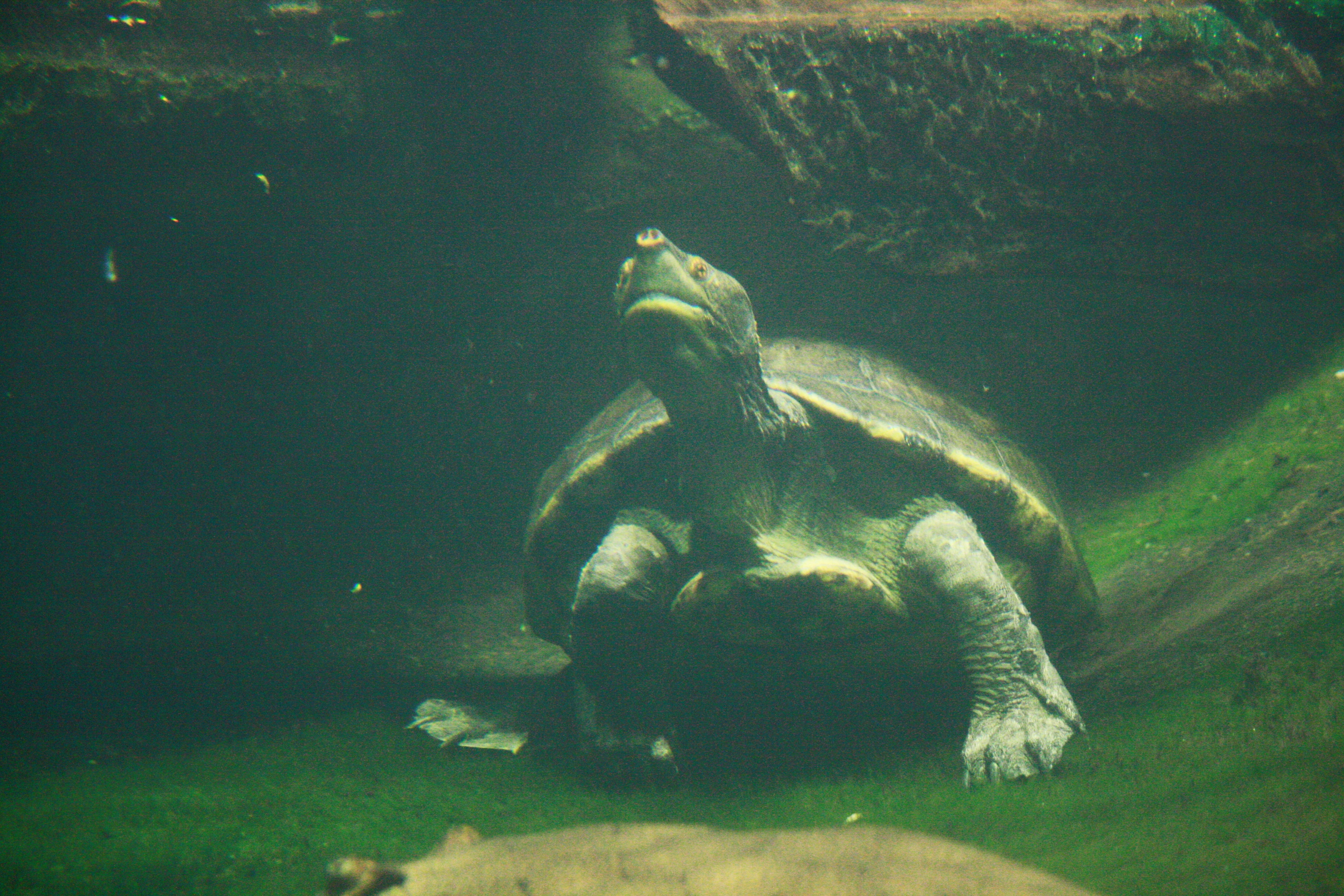
Tabascoschildkröte (Dermatemys mawii)

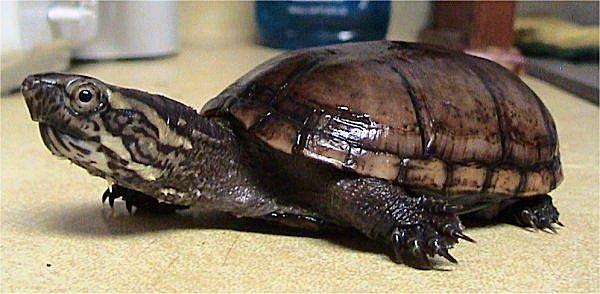
Gewöhnliche Klappschildkröte (Kinosternon subrubrum)

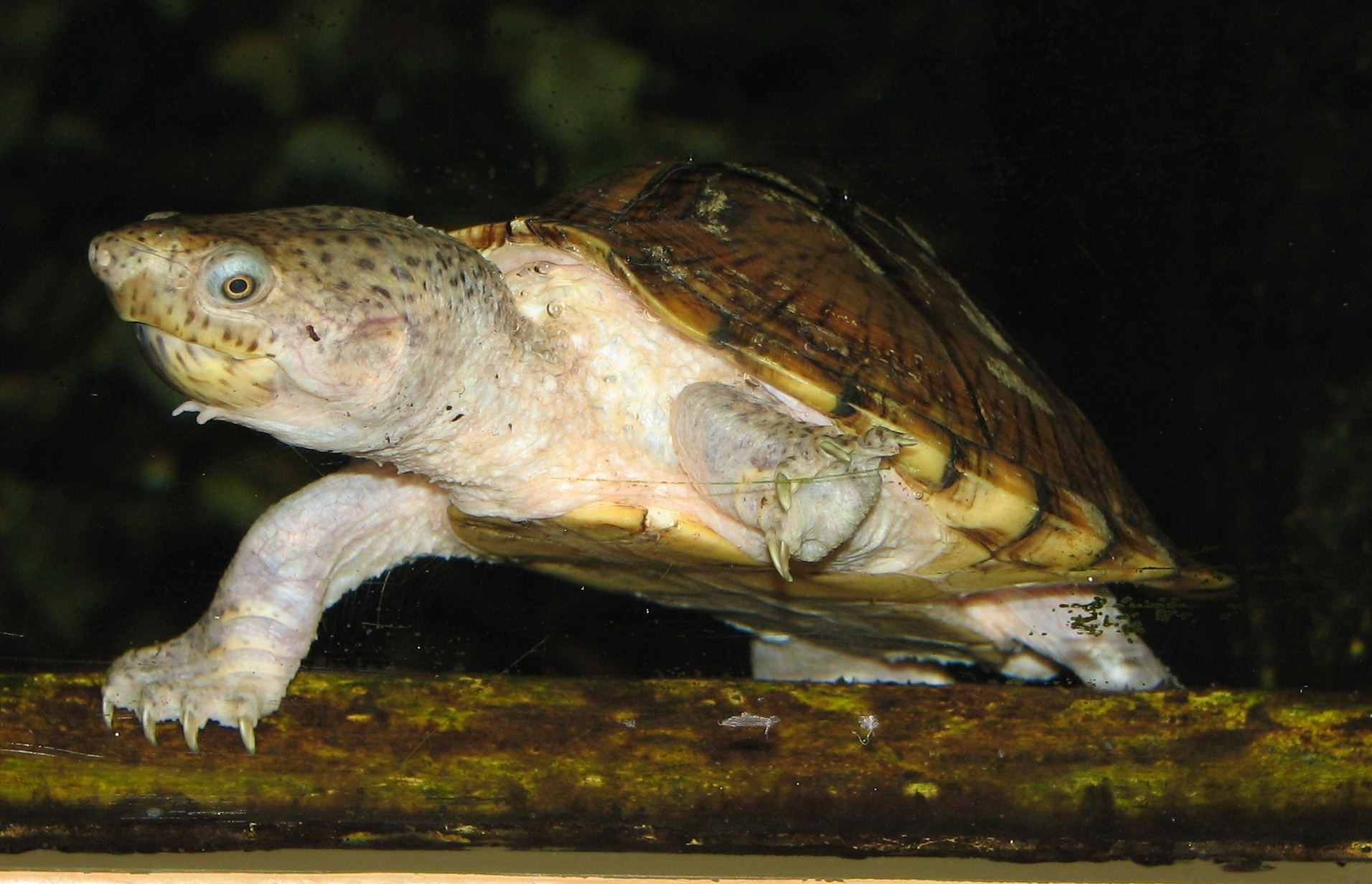
Dach-Moschusschildkröte (Sternotherus carinatus)

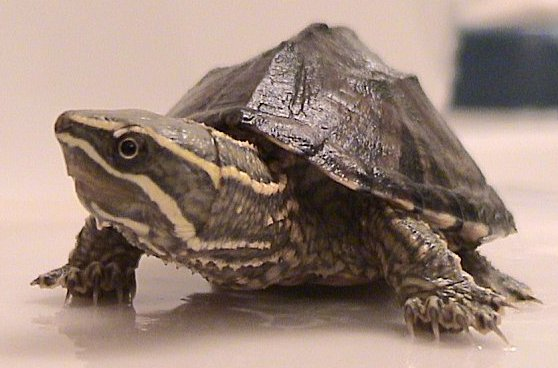
Gewöhnliche Moschusschildkröte (Sternotherus odoratus)

- Familie: Tabascoschildkröten (Dermatemydidae Gray, 1870)
  - Gattung: Dermatemys Gray, 1847
    - Tabascoschildkröte (Dermatemys mawii Gray, 1847)
- Familie: Schlammschildkröten (Kinosternidae Agassiz, 1857)
  - Unterfamilie: Eigentliche Schlammschildkröten (Kinosterninae Agassiz, 1857)
    - Gattung: Klappschildkröten (Kinosternon Spix, 1824)
      - Spitzschnauzen-Klappschildkröte (Kinosternon acutum Gray, 1831)
      - Alamos-Klappschildkröte (Kinosternon alamosae Berry & Legler, 1980)
      - Costa-Rica-Klappschildkröte (Kinosternon angustipons Legler, 1965)
      - Dreistreifen-Klappschildkröte (Kinosternon baurii (Garman, 1891))
      - Jalisco-Klappschildkröte (Kinosternon chimalhuaca Berry, Seidel & Iverson, 1997)
      - Creasers Klappschildkröte (Kinosternon creaseri Hartweg, 1934)
      - Rotwangen-Klappschildkröte (Kinosternon cruentatum Duméril, Bibron & Duméril, 1851) (Art Status unklar, wird auch als Unterart von Kinosternon scorpioides gesehen)
      - Dunns Klappschildkröte (Kinosternon dunni Schmidt, 1947)
      - Durango-Klappschildkröte (Kinosternon durangoense Iverson, 1979)
      - Gelbliche Klappschildkröte (Kinosternon flavescens (Agassiz, 1857))
      - Herreras Klappschildkröte (Kinosternon herrerai Stejneger, 1925)
      - Rauhfuß-Klappschildkröte (Kinosternon hirtipes (Wagler, 1830))
      - Mexikanische Klappschildkröte (Kinosternon integrum Le Conte, 1854)
      - Weissmaul-Klappschildkröte (Kinosternon leucostomum (Duméril, Bibron & Duméril, 1851))
      - Oaxaca-Klappschildkröte (Kinosternon oaxacae Berry & Iverson, 1980)
      - Skorpions-Klappschildkröte (Kinosternon scorpioides (Linnaeus, 1766))
      - Sonora-Klappschildkröte (Kinosternon sonoriense Le Conte, 1854)
      - Spurrells Klappschildkröte (Kinosternon spurrelli (Boulenger, 1913)) (Status unklar)
      - Gewöhnliche Klappschildkröte (Kinosternon subrubrum Bonnaterre, 1789)

    - Gattung: Moschusschildkröten (Sternotherus Bell in Gray, 1825)
      - Dach-Moschusschildkröte (Sternotherus carinatus (Gray, 1855))
      - Flache Moschusschildkröte (Sternotherus depressus Tinkle & Webb, 1955)
      - Kleine Moschusschildkröte (Sternotherus minor (Agassiz, 1857))
      - Gewöhnliche Moschusschildkröte (Sternotherus odoratus (Latreille, 1802))

  - Unterfamilie: Kreuzbrustschildkröten (Staurotypinae Gray, 1869)
    - Gattung: Claudius Cope, 1865
      - Großkopfschlammschildkröte (Claudius angustatus Cope, 1865)

    - Gattung: Echte Kreuzbrustschildkröten (Staurotypus Wagler, 1830)
      - Salvins Kreuzbrustschildkröte (Staurotypus salvinii Gray, 1864)
      - Große Kreuzbrustschildkröte (Staurotypus triporcatus (Wiegmann, 1828))

###### Sumpf- und Landschildkröten (Testudinoidea)

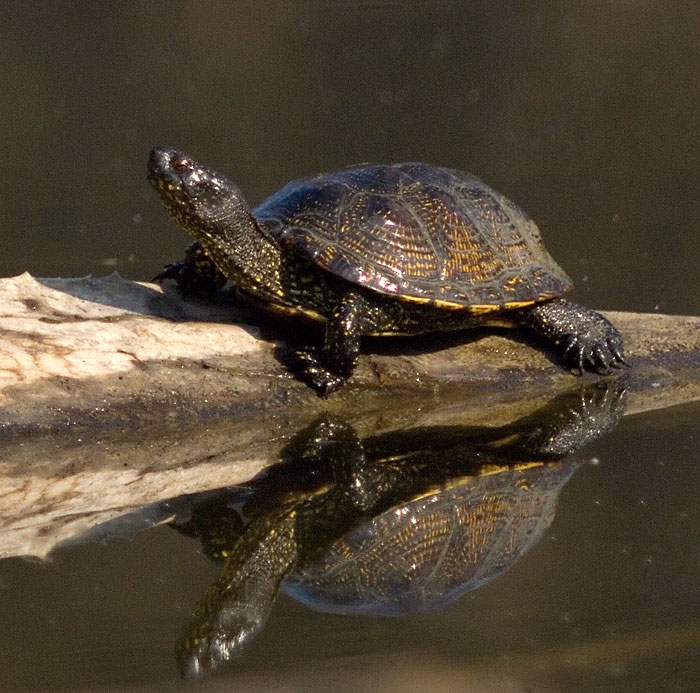
Europäische Sumpfschildkröte (Emys orbicularis)

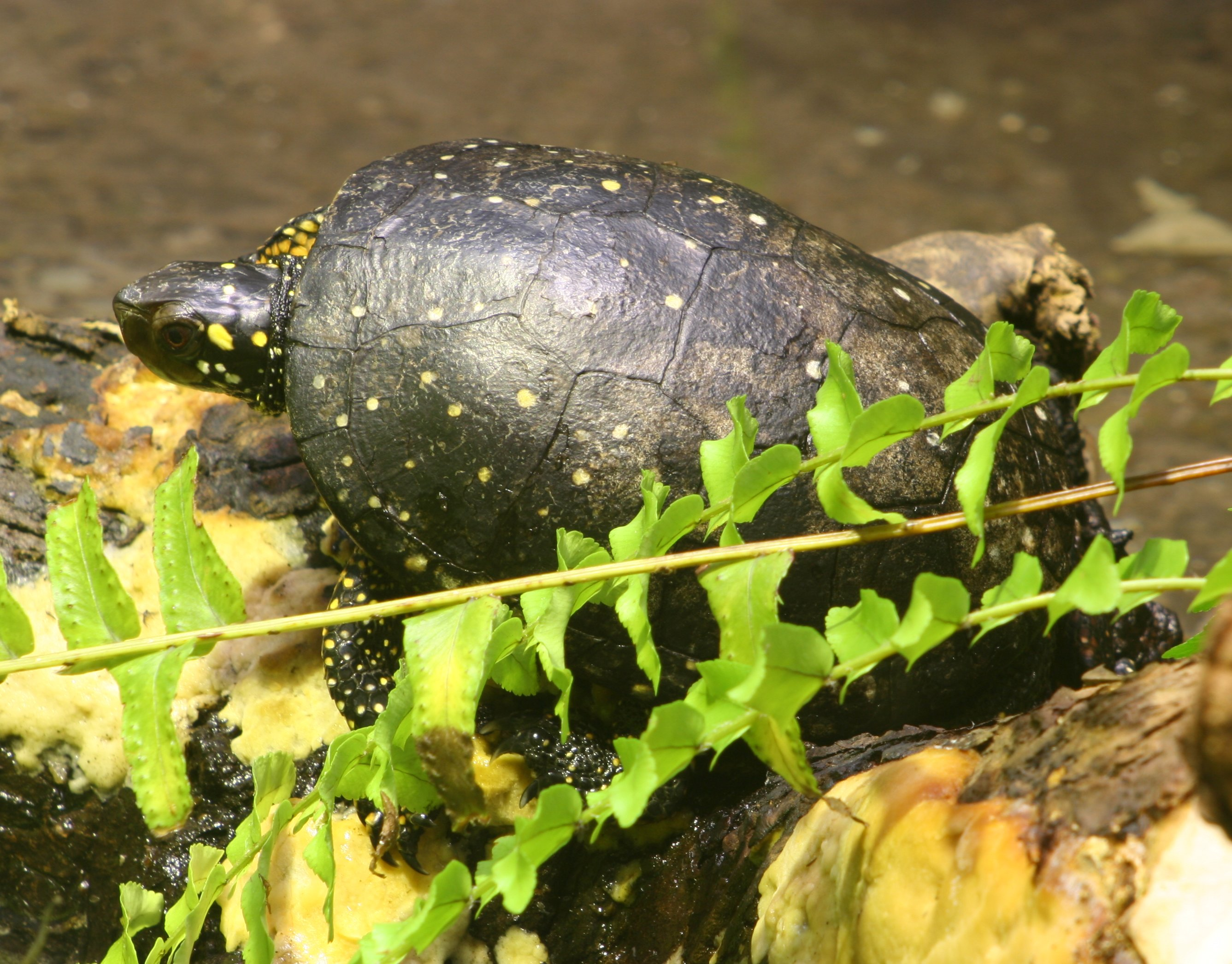
Tropfenschildkröte (Clemmys guttata)

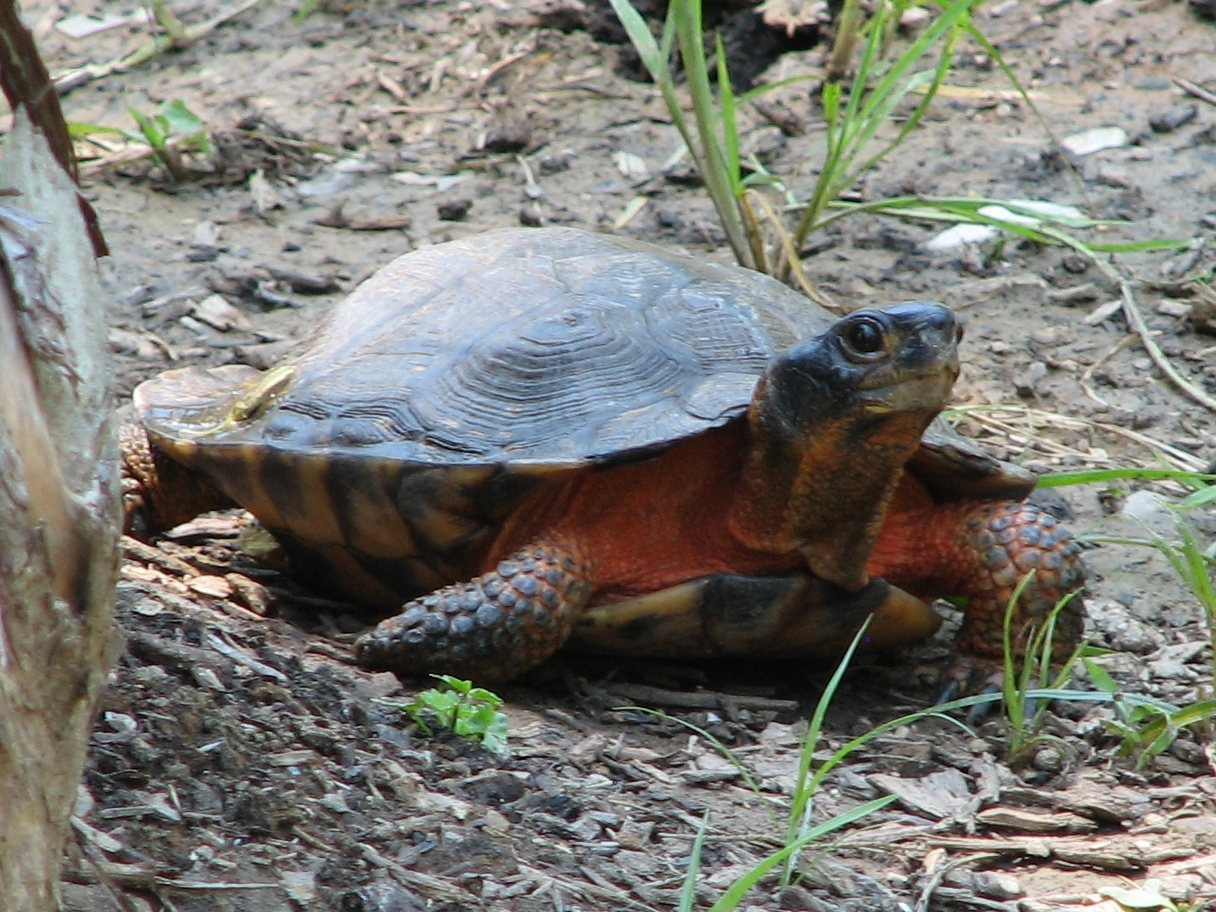
Waldbachschildkröte (Glyptemys insculpta)

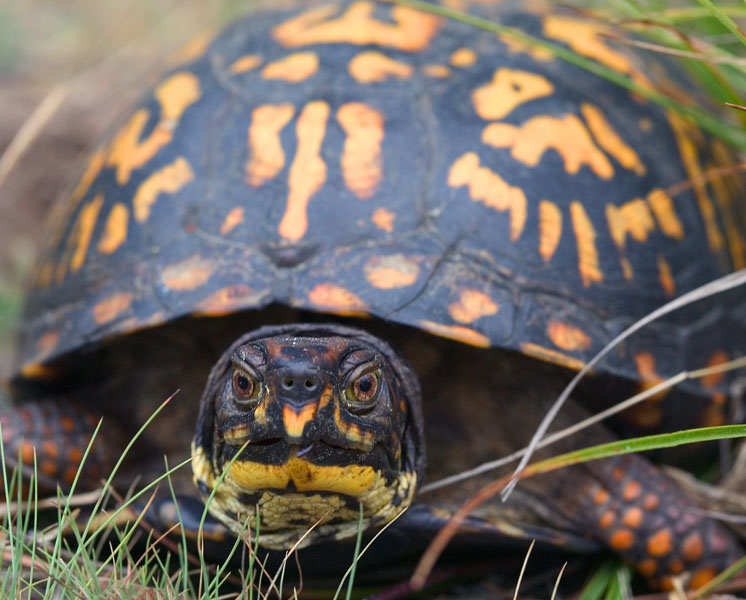
Carolina-Dosenschildkröte (Terrapene carolina carolina)

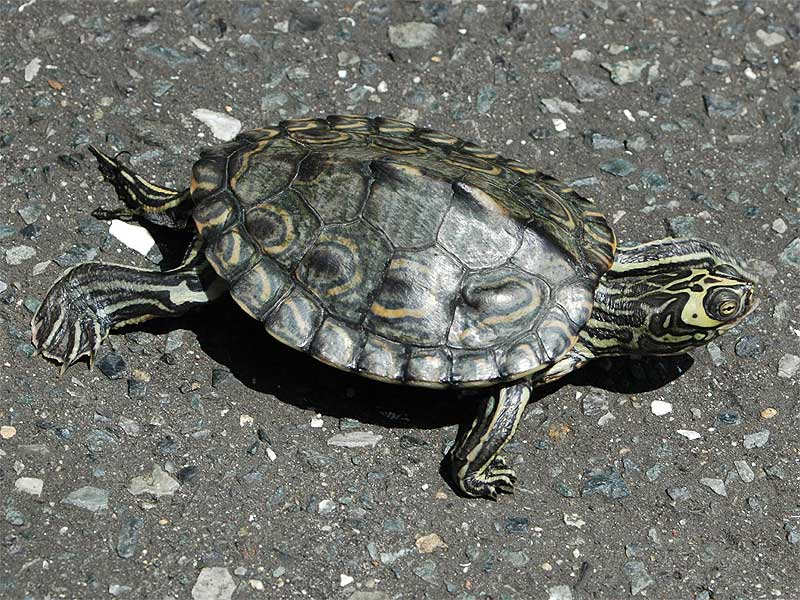
Barbours-Höckerschildkröte (Graptemys barbouri) Schlüpfling

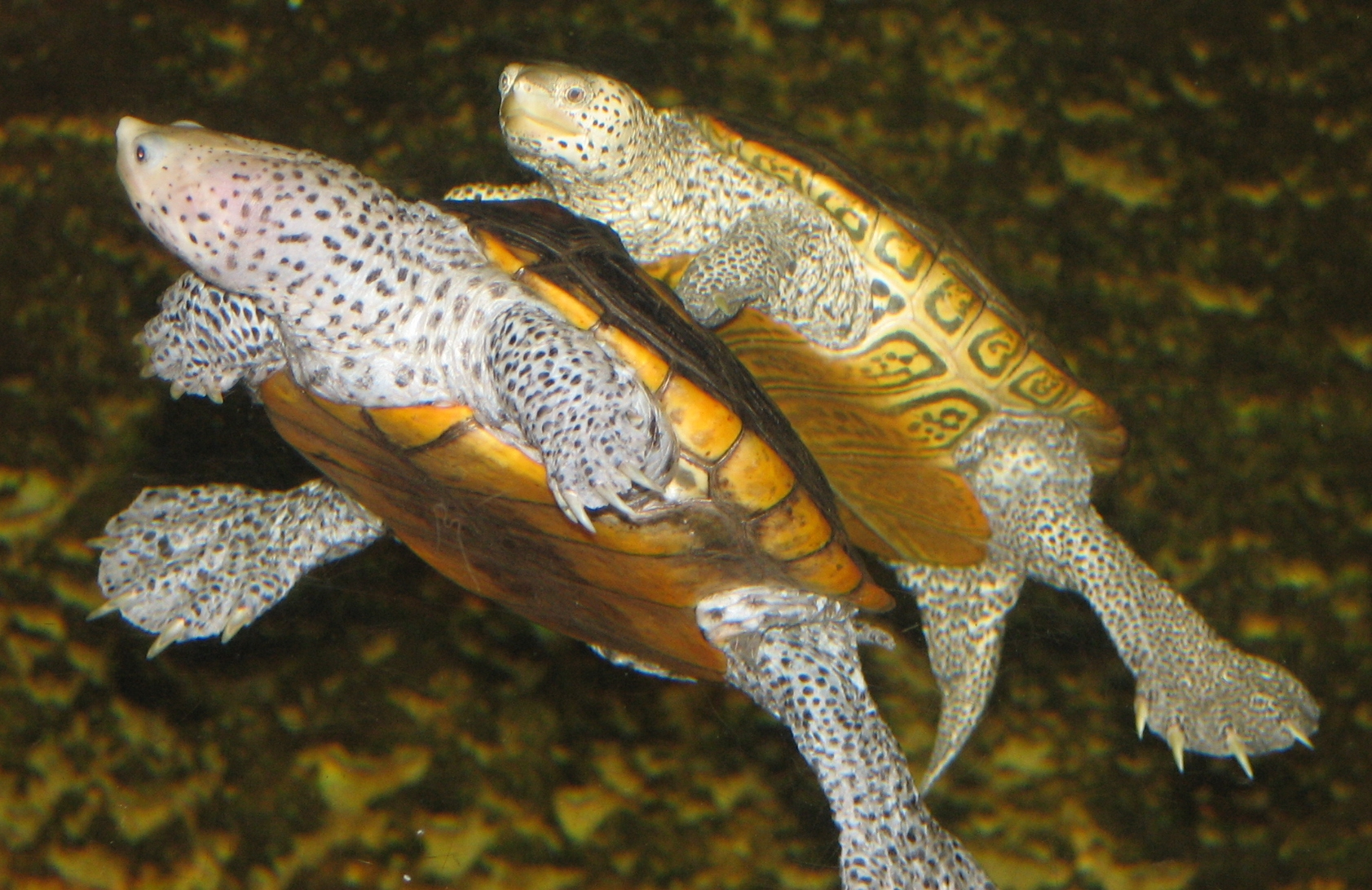
Diamantschildkröte (Malaclemys terrapin)

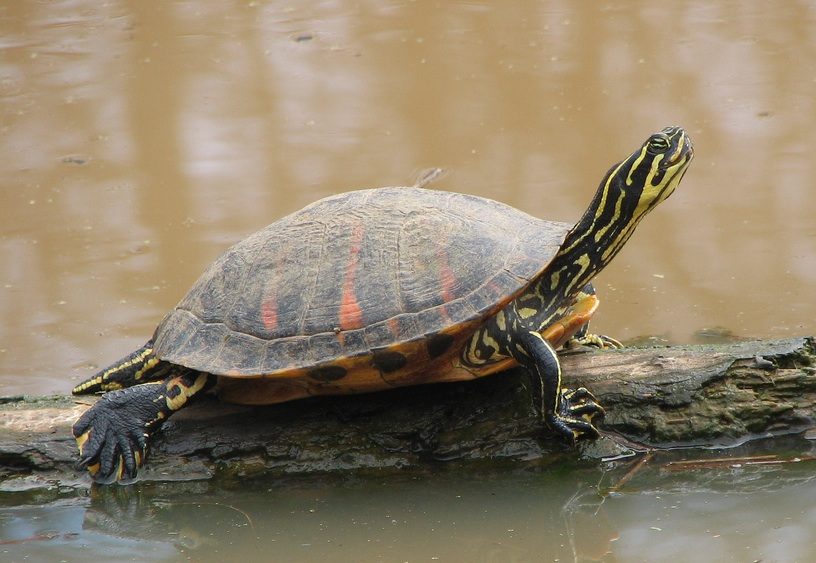
Florida-Rotbauch-Schmuckschildkröte (Pseudemys nelsoni)

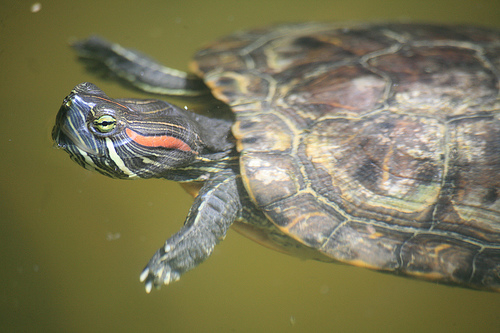
Rotwangen-Schmuckschildkröte (Trachemys scripta elegans)

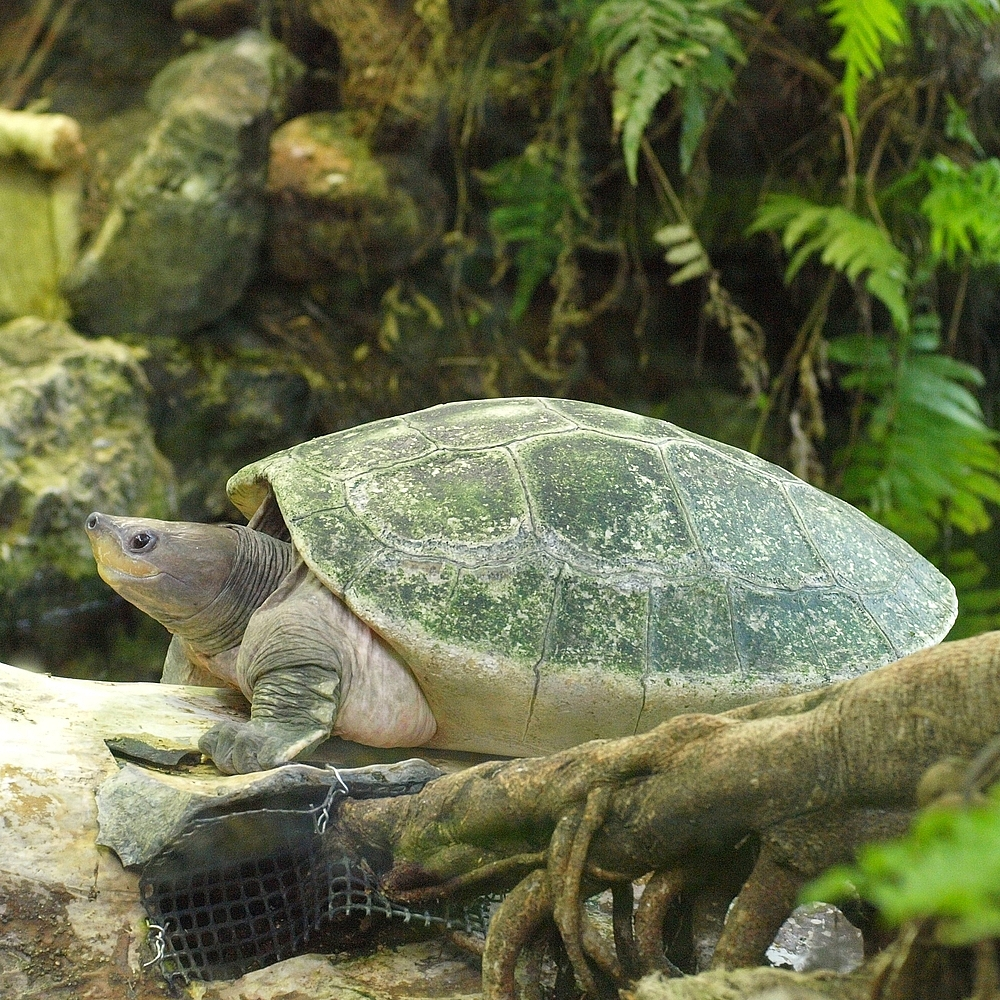
Callagur-Schildkröte (Batagur borneoensis)

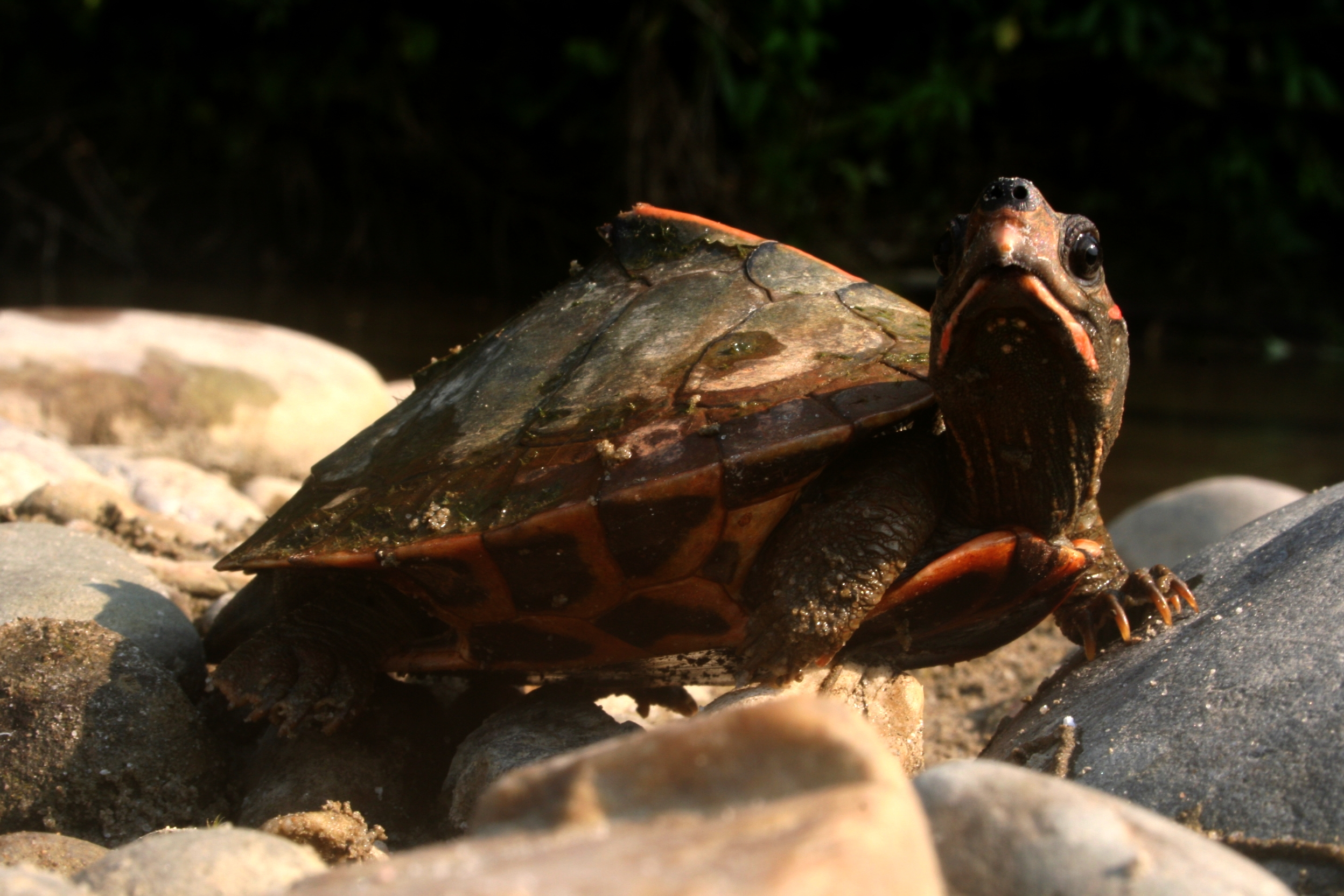
Assam-Dachschildkröte (Pangshura sylhetensis)

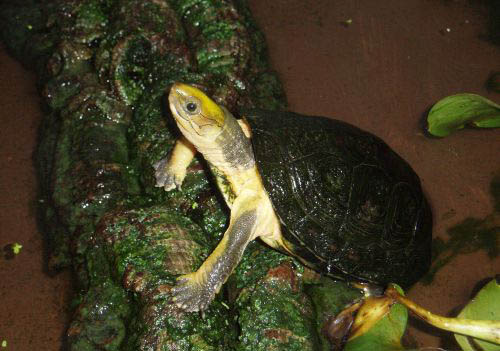
Goldkopf-Scharnierschildkröte (Cuora aurocapitata)

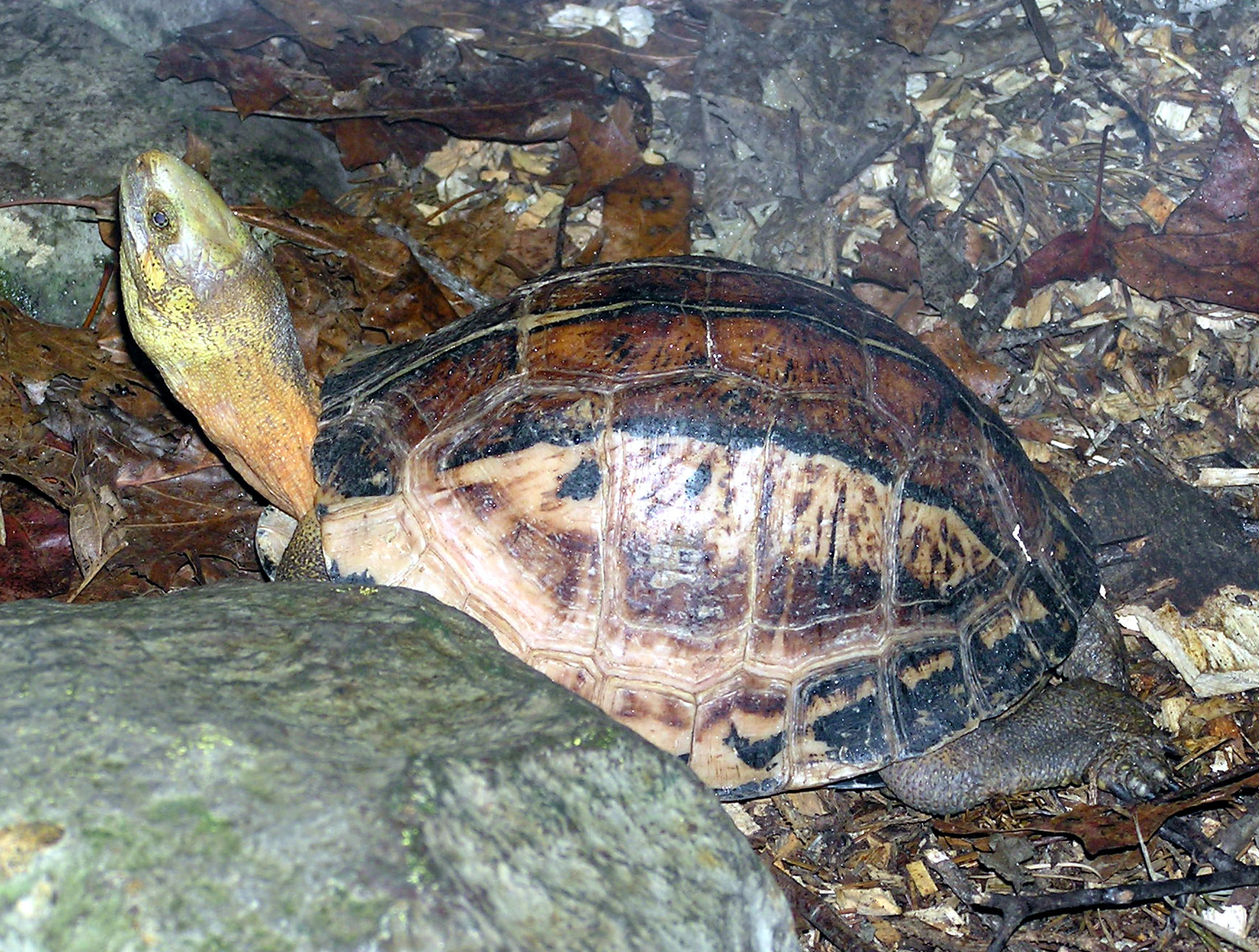
Hinterindische Scharnierschildkröte
(Cuora galbinifrons)

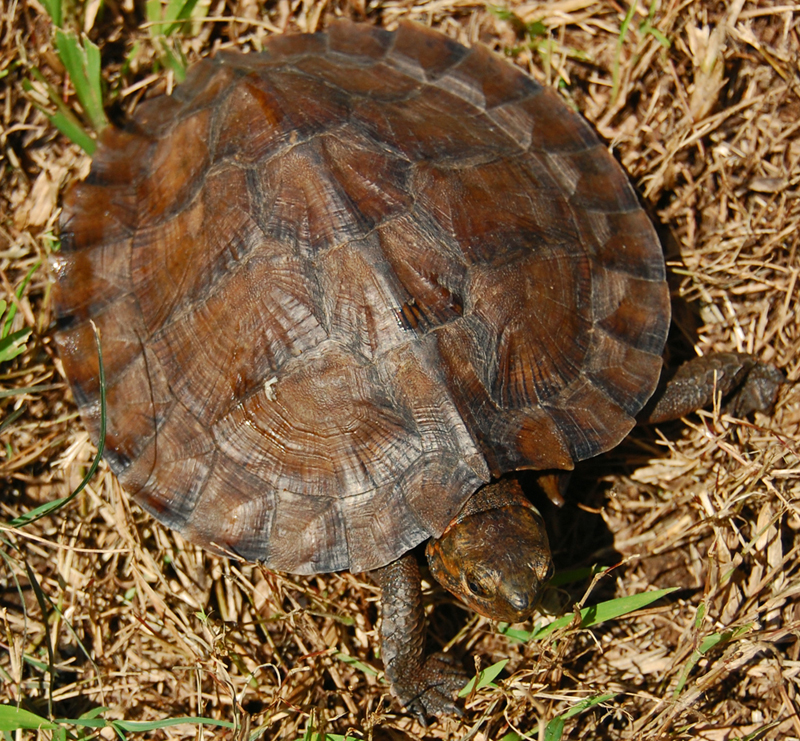
Indomalaiische Blattschildkröte (Cyclemys dentata)

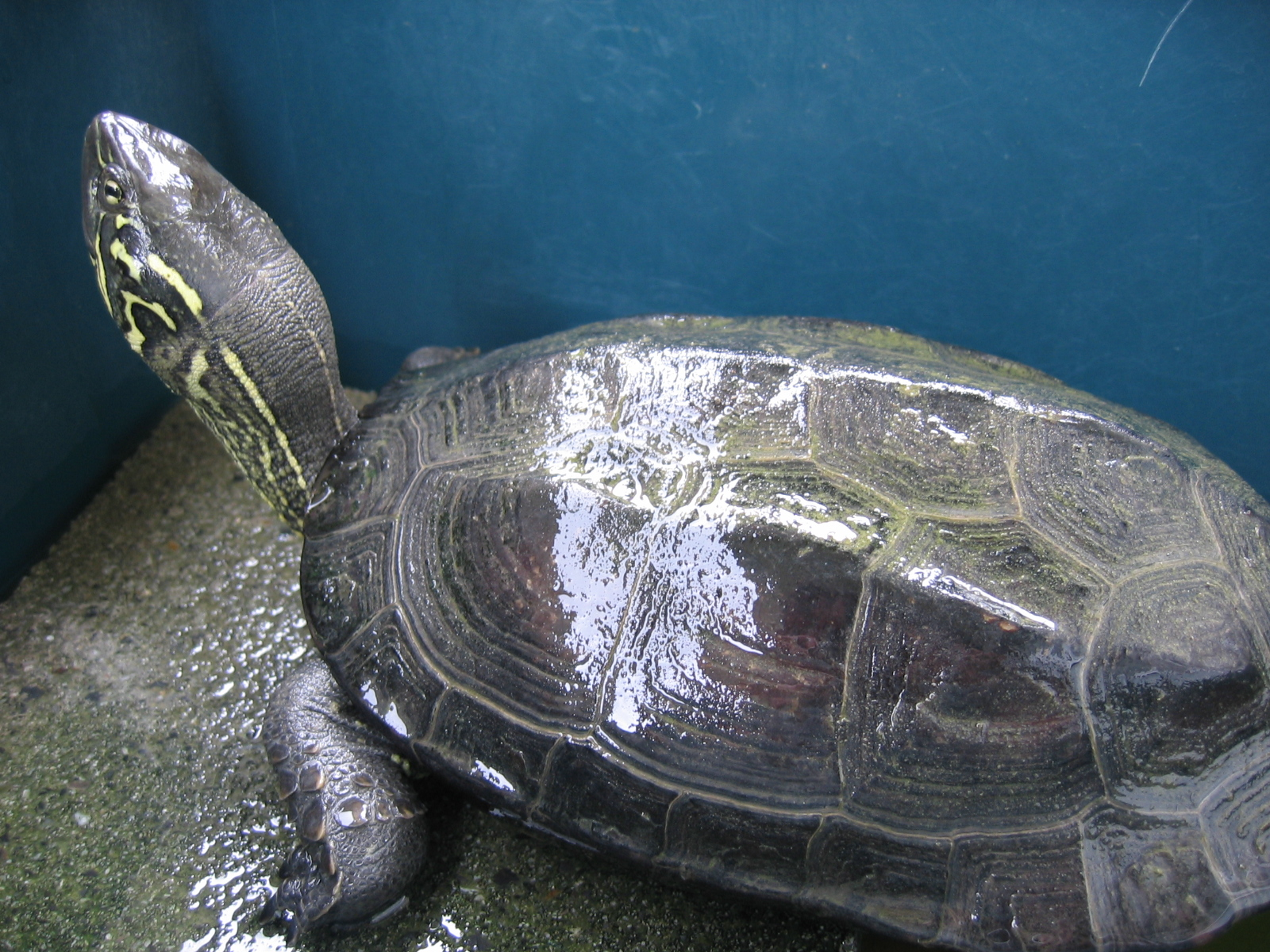
Chinesische Dreikielschildkröte (Mauremys reevesii)

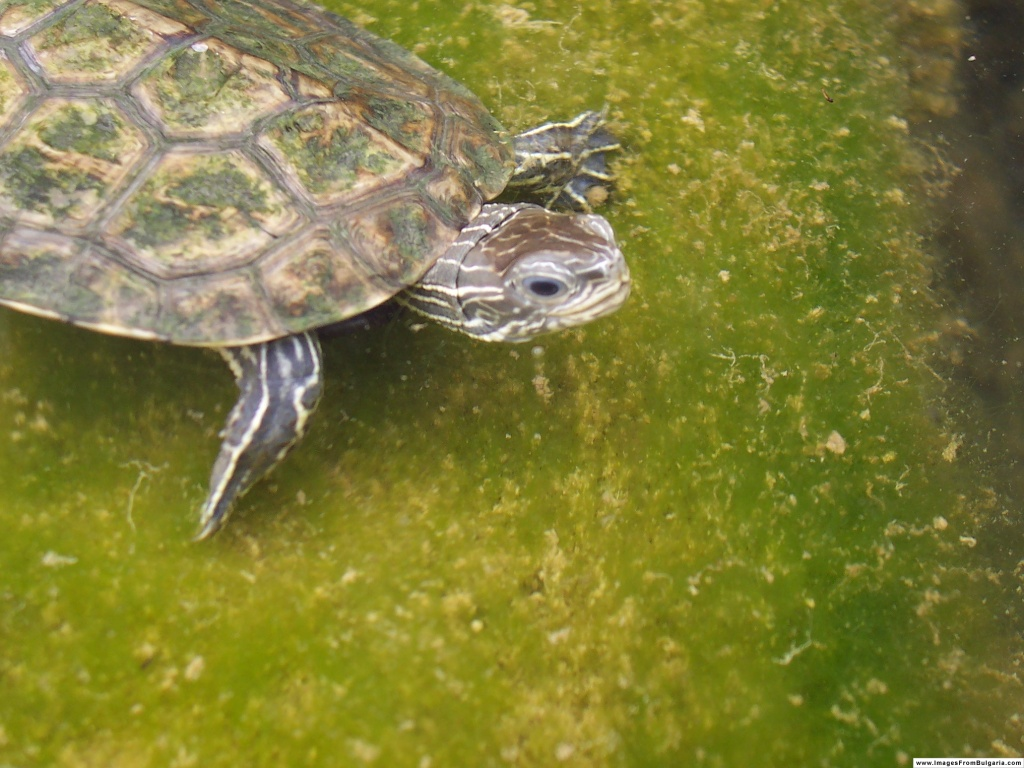
Ostmediterrane Bachschildkröte
(Mauremys rivulata)

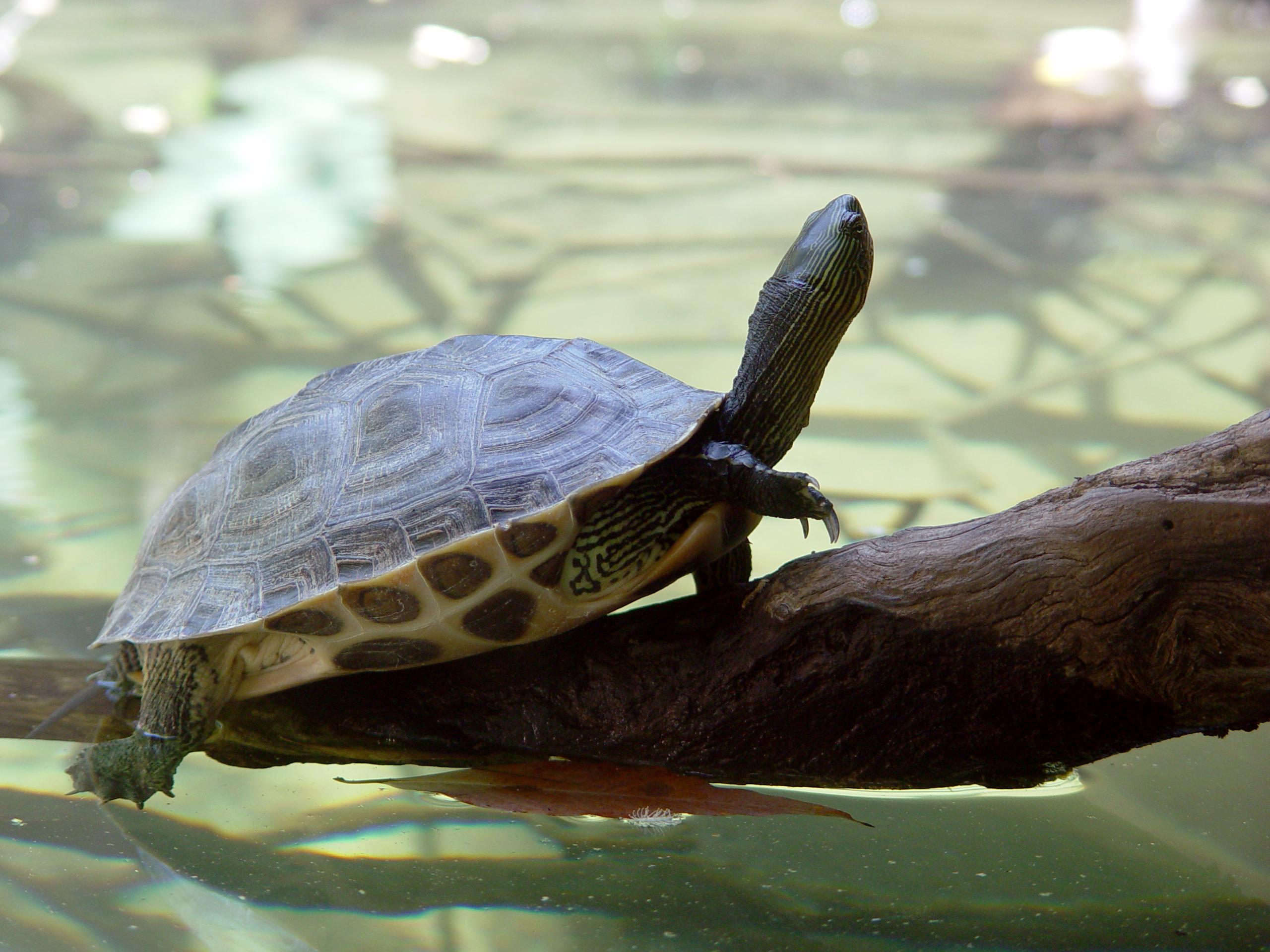
Chinesische Streifenschildkröte (Ocadia sinensis) bzw. (Mauremys sinensis)

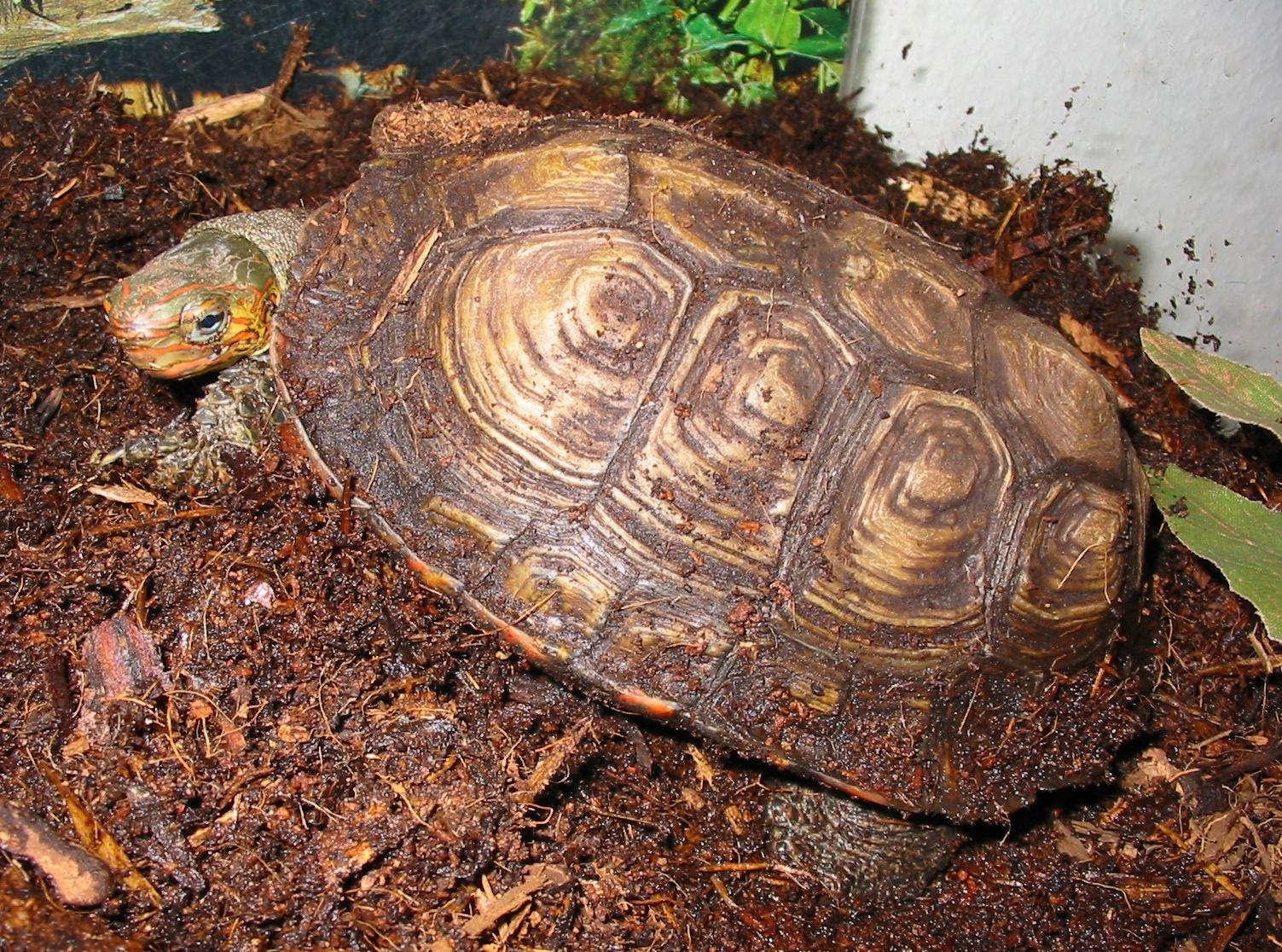
Pracht-Erdschildkröte (Rhinoclemmys pulcherrima)

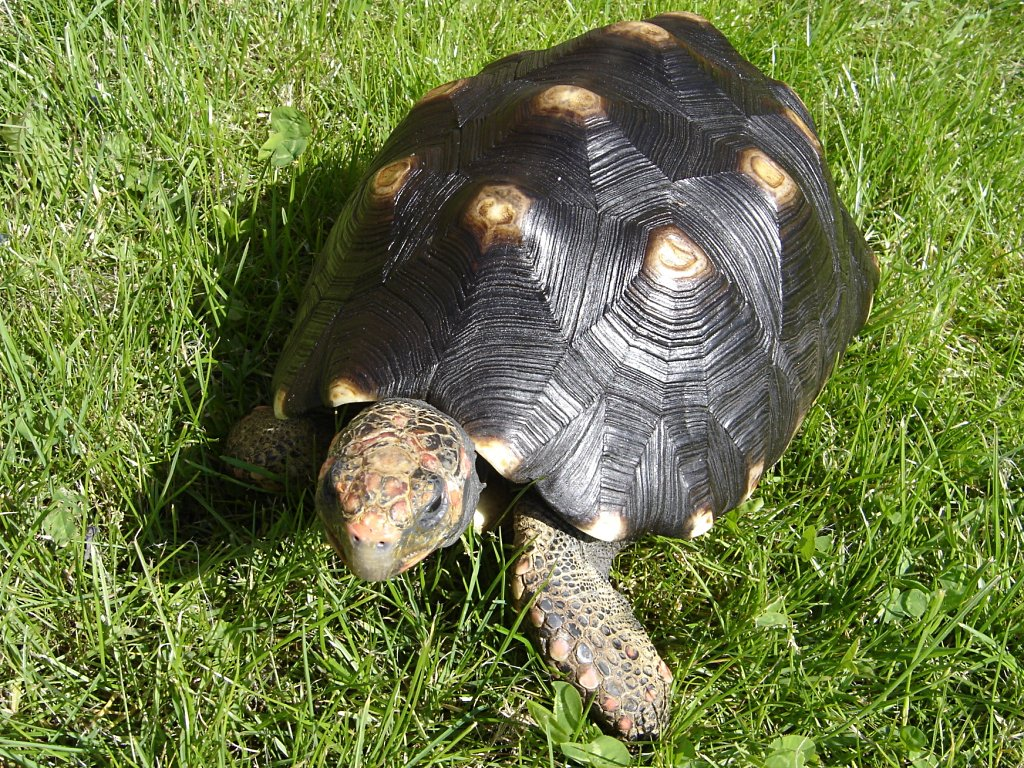
Köhlerschildkröte (Chelonoidis carbonaria)

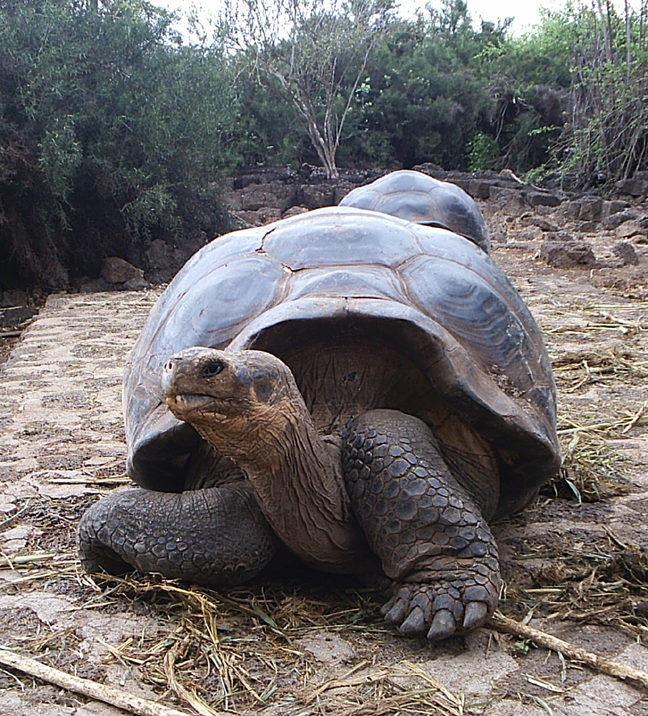
Galápagos-Riesenschildkröte (Chelonoidis sp.)

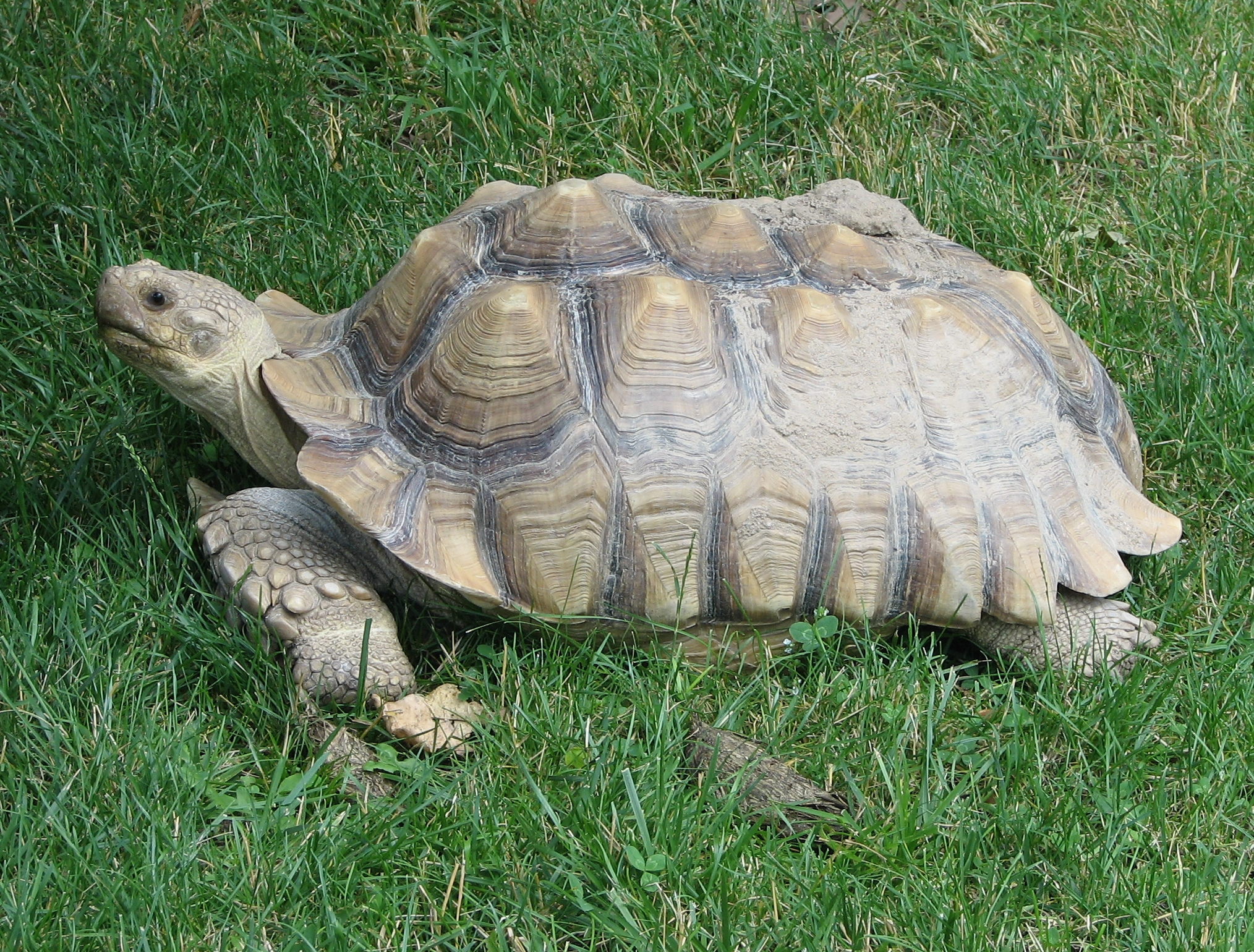
Spornschildkröte (Centrochelys sulcata) zuvor (Geochelone sulcata)

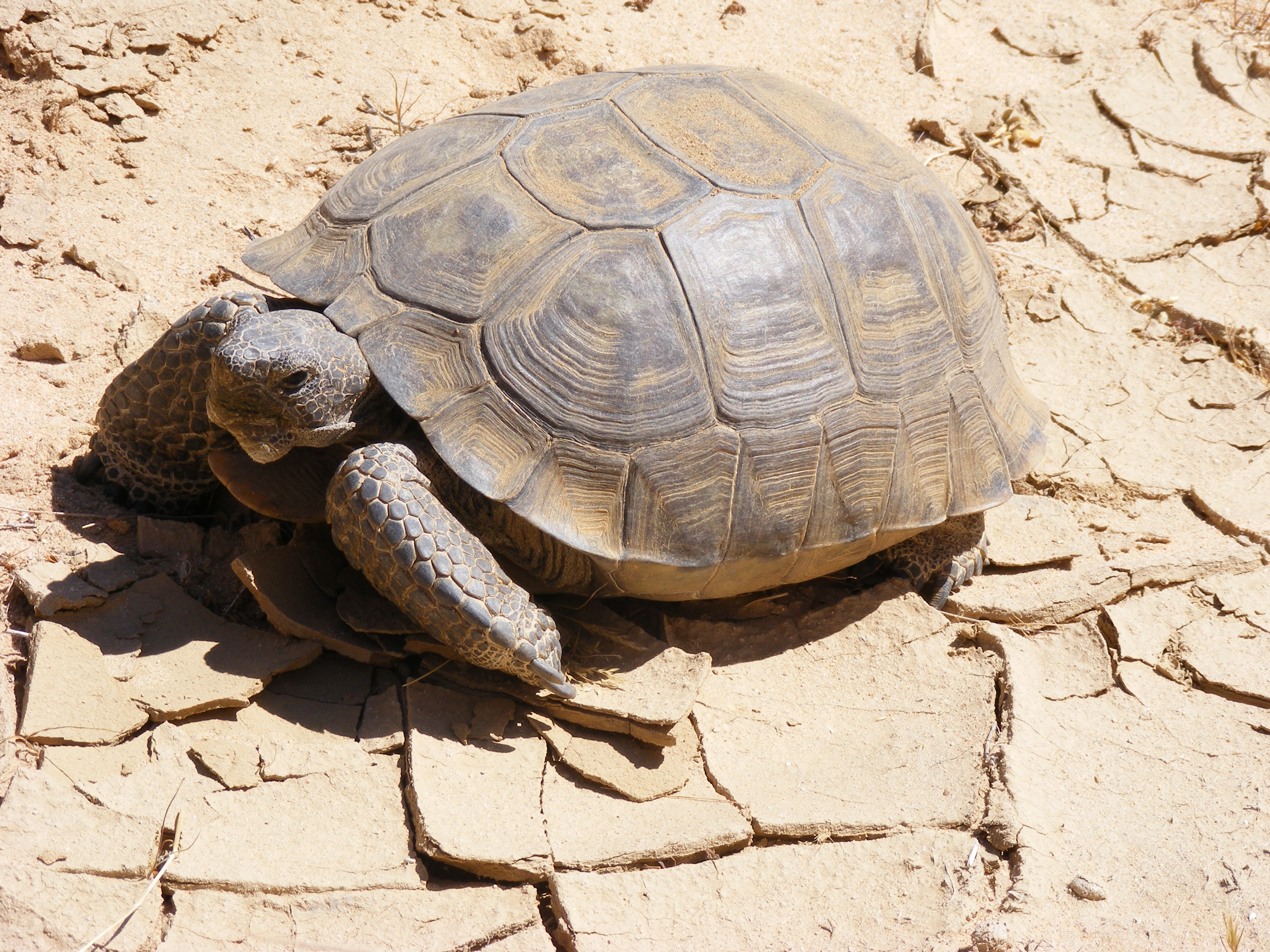
Kalifornische Gopherschildkröte (Gopherus agassizii)

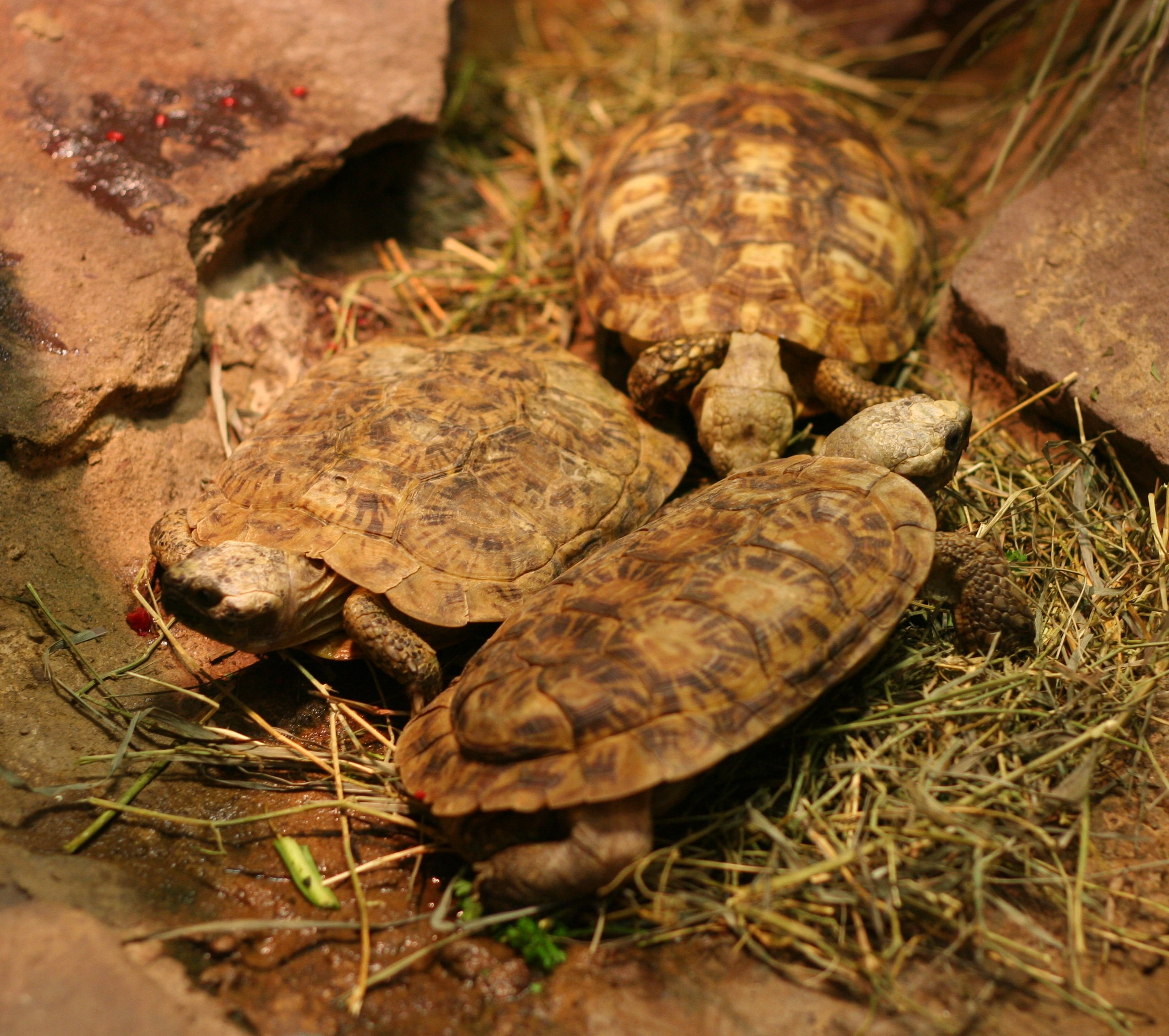
Spaltenschildkröte (Malacochersus tornieri)

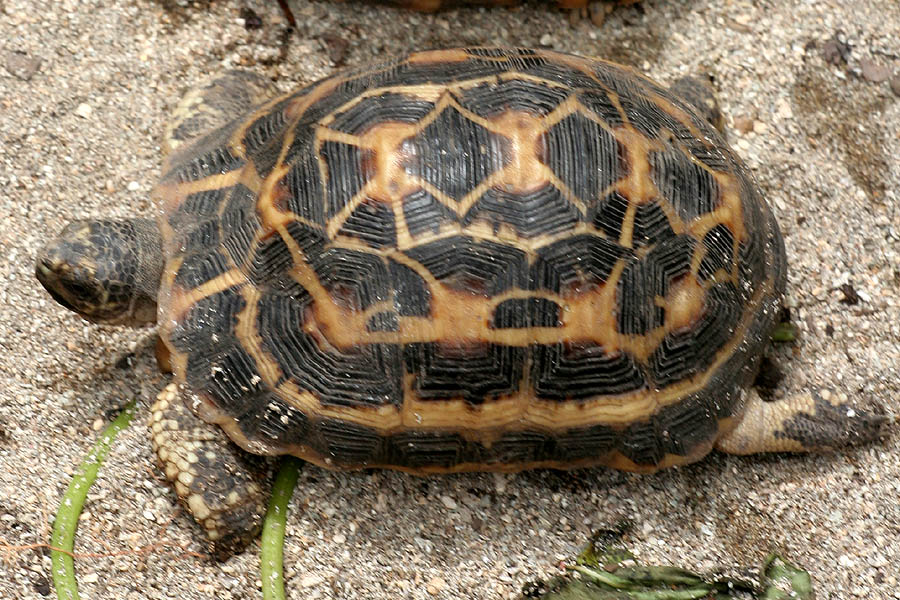
Madagassische Spinnenschildkröte (Pyxis arachnoides)

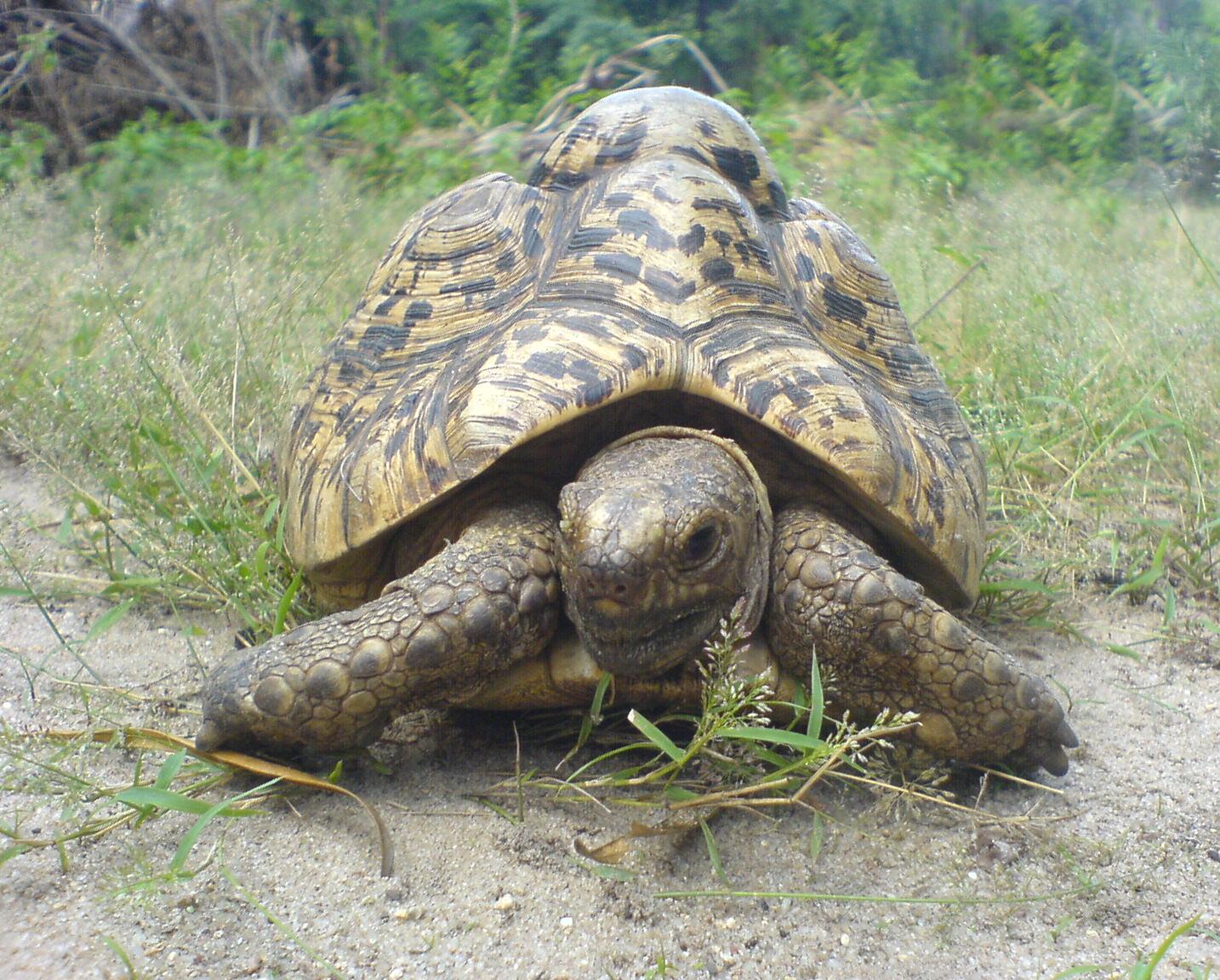
Pantherschildkröte (Stigmochelys pardalis)

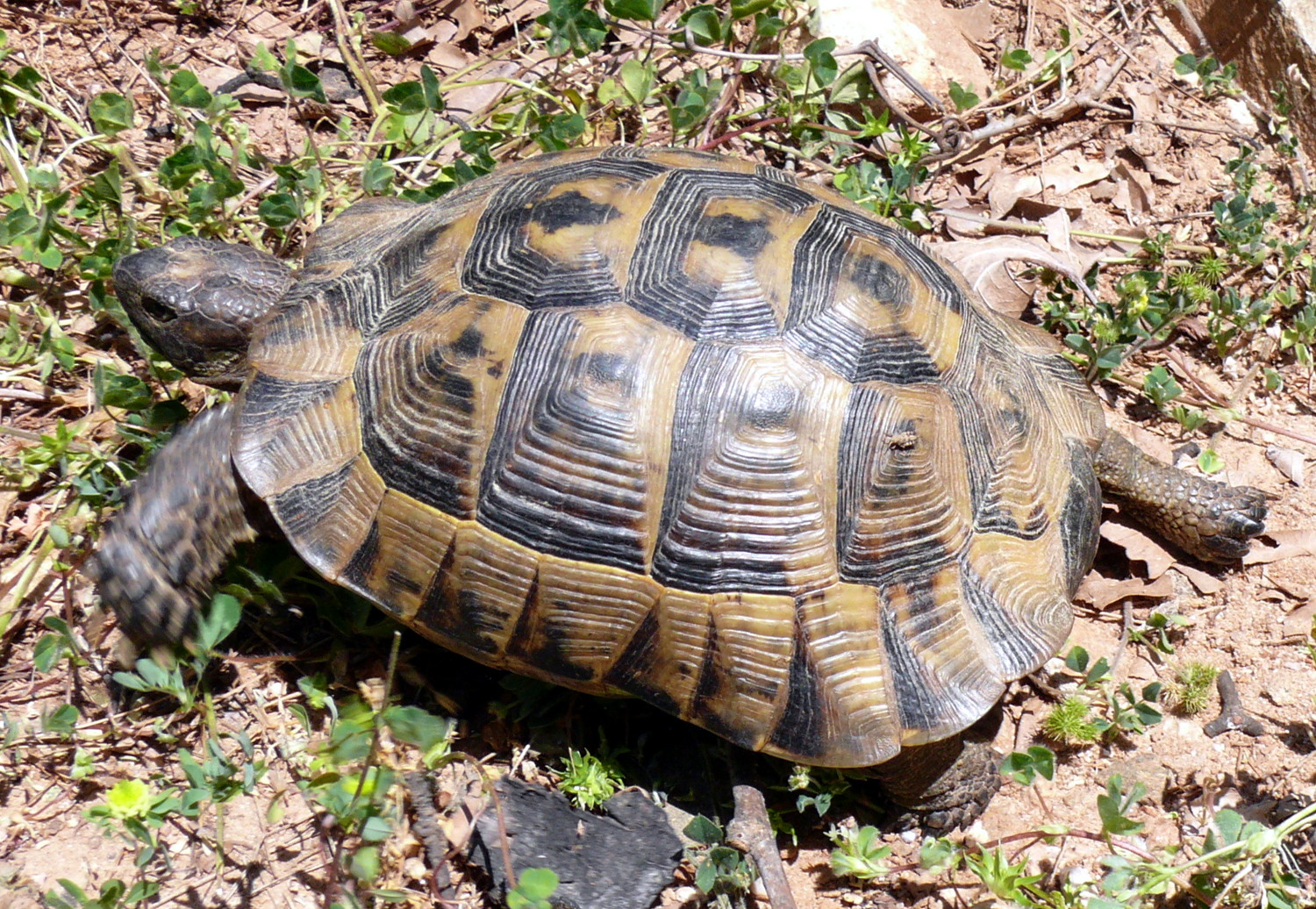
Griechische Landschildkröte (Testudo hermanni)

- Überfamilie Sumpf- und Landschildkröten (Testudinoidea Fitzinger, 1826)
  - Familie: Platysternidae Gray, 1831
    - Gattung: Platysternon Gray, 1831
      - Großkopfschildkröte (Platysternon megacephalum Gray, 1831)

  - Familie: Neuwelt-Sumpfschildkröten (Emydidae Rafinesque, 1815)
    - Unterfamilie: Emydinae Rafinesque, 1815 oder Clemmys-Komplex
      - Gattung: Actinemys Agassiz, 1857
        - Pazifische Sumpfschildkröte (Actinemys marmorata (Baird & Girard, 1852))
        - Actinemys pallida (Seeliger, 1945)

      - Gattung: Emys Duméril, 1805
        - Amerikanische Sumpfschildkröte (Emys blandingii (Holbrook, 1838))
        - Europäische Sumpfschildkröte (Emys orbicularis (Linnaeus, 1758))
        - Sizilianische Sumpfschildkröte (Emys trinacris Fritz, Fattizzo, Guicking, Tripepi, Pennisi, Lenk, Joger & Wink, 2005)

      - Gattung: Clemmys Ritgen, 1828
        - Tropfenschildkröte (Clemmys guttata (Schneider, 1792))

      - Gattung: Amerikanische Wasserschildkröten (Glyptemys Agassiz, 1857)
        - Waldbachschildkröte (Glyptemys insculpta (Le Conte, 1830))
        - Moorschildkröte (Glyptemys muhlenbergii (Schoepff, 1801))

      - Gattung: Dosenschildkröten (Terrapene Merrem, 1820)
        - Carolina-Dosenschildkröte (Terrapene carolina (Linnaeus, 1758))
        - Coahuila-Dosenschildkröte (Terrapene coahuila Schmidt & Owens 1944)
        - Mexikanische Dosenschildkröte (Terrapene mexicana (Gray, 1849))
        - Tropfen-Dosenschildkröte (Terrapene nelsoni Stejneger, 1925)
        - Schmuck-Dosenschildkröte (Terrapene ornata (Agassiz, 1857))
        - Yucatan-Dosenschildkröte (Terrapene yucatana (Boulenger, 1895))

    - Unterfamilie: Deirochelyinae Agassiz, 1857 oder Chrysemys-Komplex
      - Gattung: Chrysemys Gray, 1844
        - Südliche Zierschildkröte (Chrysemys dorsalis Agassiz, 1857) (Art Status umstritten)
        - Zierschildkröte (Chrysemys picta (Schneider, 1783))

      - Gattung: Deirochelys Agassiz, 1857
        - Langhals-Schmuckschildkröte (Deirochelys reticularia (Latreille, 1801))

      - Gattung: Höckerschildkröten (Graptemys Agassiz, 1857)
        - Barbours Höckerschildkröte (Graptemys barbouri Carr & Marchand, 1942)
        - Cagles Höckerschildkröte (Graptemys caglei Haynes & Mckown, 1974)
        - Escambia-Höckerschildkröte (Graptemys ernsti Lovich & Mccoy, 1992)
        - Gelbtupfen-Höckerschildkröte (Graptemys flavimaculata Cagle, 1954)
        - Landkarten-Höckerschildkröte (Graptemys geographica (Le Sueur, 1817))
        - Pascagoula-Höckerschildkröte (Graptemys gibbonsi Lovich & Mccoy, 1992)
        - Schwarzknopf-Höckerschildkröte (Graptemys nigrinoda Cagle, 1954)
        - Pracht-Höckerschildkröte (Graptemys oculifera (Baur, 1890))
        - Ouachita-Höckerschildkröte (Graptemys ouachitensis Cagle, 1953)
        - Pearl-River-Höckerschildkröte (Graptemys pearlensis Ennen, Lovich, Kreiser, Selman & Qualls, 2010)
        - Falsche Landkarten-Höckerschildkröte (Graptemys pseudogeographica (Gray, 1831))
          - Missouri-Höckerschildkröte (Graptemys pseudogeographica pseudogeographica (Gray, 1831))
          - Mississippi-Höckerschildkröte (Graptemys pseudogeographica kohnii (Baur, 1890))

        - Schmuck-Höckerschildkröte (Graptemys pulchra Baur, 1893)
        - Sabine-Höckerschildkröte (Graptemys sabinensis Cagle, 1953)
        - Texas-Höckerschildkröte (Graptemys versa Stejneger, 1925)

      - Gattung: Malaclemys Gray, 1844
        - Diamantschildkröte (Malaclemys terrapin (Schoepff, 1793))

      - Gattung: Echte Schmuckschildkröten (Pseudemys Gray, 1856)
        - Alabama-Rotbauch-Schmuckschildkröte (Pseudemys alabamensis Baur, 1893)
        - Gewöhnliche Schmuckschildkröte (Pseudemys concinna (Le Conte, 1830))
        - Rio-Grande-Schmuckschildkröte (Pseudemys gorzugi Ward, 1984)
        - Florida-Rotbauch-Schmuckschildkröte (Pseudemys nelsoni Carr, 1938)
        - Halbinsel-Schmuckschildkröte (Pseudemys peninsularis Carr, 1938)
        - Nördliche Rotbauch-Schmuckschildkröte (Pseudemys rubriventris (Le Conte, 1830))
        - Suwannee-Schmuckschildkröte (Pseudemys suwanniensis Carr, 1937) (Art Status unklar)
        - Texas-Schmuckschildkröte (Pseudemys texana Baur, 1893)

      - Gattung: Buchstaben-Schmuckschildkröten (Trachemys Agassiz, 1857)
        - Hispaniola-Schmuckschildkröte (Trachemys decorata (Barbour & Carr, 1940))
        - Kuba-Schmuckschildkröte (Trachemys decussata (Gray, 1831))
        - Südamerikanische Schmuckschildkröte (Trachemys dorbigni (Duméril & Bibron, 1835))
          - Maranhao-Schmuckschildkröte (Trachemys dorbigni adiutrix Vanzolini, 1995)

        - Mexikanische Schmuckschildkröte (Trachemys gaigeae (Hartweg, 1939))
        - Grays Schmuckschildkröte (Trachemys grayi (Bocourt, 1868))
          - Nicaragua-Schmuckschildkröte (Trachemys grayi emolli (Legler, 1990))

        - Trachemys medemi Vargas-Ramírez, Valle, Ceballos & Fritz, 2017
        - Pazifische Schmuckschildkröte (Trachemys nebulosa (Van Denburggh, 1895))
        - Nayarit-Schmuckschildkröte (Trachemys ornata (Gray, 1831)) (Art Status unklar)
        - Nordamerikanische Buchstaben-Schmuckschildkröte (Trachemys scripta (Schoepff, 1792))
          - Gelbwangen-Schmuckschildkröte (Trachemys scripta scripta (Schoepff, 1792))
          - Rotwangen-Schmuckschildkröte (Trachemys scripta elegans (Wied-Neuwied, 1838))
          - Cumberland-Schmuckschildkröte (Trachemys scripta troostii (Holbrook, 1836))

        - Antillen-Schmuckschildkröte (Trachemys stejnegeri Schmidt, 1928)
        - Cuatro-Ciénegas-Schmuckschildkröte (Trachemys taylori (Legler, 1960))
        - Jamaika-Schmuckschildkröte (Trachemys terrapen (Bonnaterre, 1789))
        - Mittelamerikanische Schmuckschildkröte (Trachemys venusta (Gray, 1855))
          - Kinnfleck-Schmuckschildkröte (Trachemys venusta callirostris (Gray, 1855))

        - Sonora-Schmuckschildkröte (Trachemys yaquia (Legler & Webb, 1970))

  - Familie: Altwelt-Sumpfschildkröten (Geoemydidae Theobald, 1868)
    - Unterfamilie: Geoemydinae Gray, 1870
      - Gattung: Batagur Gray, 1856 (inkl. Callagur und Kachuga)
        - Südliche Batagur-Schildkröte (Batagur affinis (Cantor, 1847))
        - Batagur-Schildkröte (Batagur baska (Gray, 1831))
        - Callagur-Schildkröte (Batagur borneoensis (Schlegel & Müller, 1844)) (Synonym Callagur borneoensis)
        - Dreistreifen-Flussschildkröte (Batagur dhongoka (Gray, 1834)) (Synonym Kachuga dhongok)
        - Bengalische Flussschildkröte (Batagur kachuga (Gray, 1831)) (Synonym Kachuga kachuga)
        - Birmesische Dachschildkröte (Batagur trivittata (Duméril & Bibron, 1835)) (Synonym Kachuga trivittata)

      - Gattung: Geoclemys Gray, 1856
        - Strahlen-Dreikielschildkröte (Geoclemys hamiltonii (Gray, 1831))

      - Gattung: Hardella Gray, 1870
        - Diademschildkröte (Hardella thurjii (Gray, 1831))

      - Gattung: Malayemys Lindholm, 1931
        - Malayemys khoratensis Ihlow, Vamberger, Flecks, Hartmann, Cota, Makchai, Meewattans, Dawson, Kheng, Rödder & Fritz, 2016
        - Westliche Malaien-Sumpfschildkröte (Malayemys macrocephala (Gray, 1859))
        - Malaien-Sumpfschildkröte (Malayemys subtrijuga (Schweigger, 1812))

      - Gattung: Pfauenaugenschildkröten (Morenia Gray, 1870)
        - Hinterindische Pfauenaugenschildkröte (Morenia ocellata (Duméril & Bibron, 1835))
        - Vorderindische Pfauenaugenschildkröte (Morenia petersi (Anderson, 1879))

      - Gattung: Orlitia Gray, 1873
        - Borneo-Flussschildkröte (Orlitia borneensis Gray, 1873)

      - Gattung: Dachschildkröten (Pangshura Gray, 1856)
        - Braune Dachschildkröte (Pangshura smithii (Gray, 1863))
        - Assam-Dachschildkröte (Pangshura sylhetensis Jerdon, 1870)
        - Indische Dachschildkröte (Pangshura tecta (Gray, 1831))
        - Indische Zeltschildkröte (Pangshura tentoria (Gray, 1834))

      - Gattung: Scharnierschildkröten (Cuora Gray, 1856) (inkl. Hybriden)
        - Amboina-Scharnierschildkröte (Cuora amboinensis (Daudin, 1802))
        - Goldkopf-Scharnierschildkröte (Cuora aurocapitata Luo & Zong, 1988)
        - Zentralvietnamesische Scharnierschildkröte (Cuora bourreti Obst & Reimann, 1994)
        - Gelbrand-Scharnierschildkröte (Cuora flavomarginata (Gray, 1863))
        - Hinterindische Scharnierschildkröte (Cuora galbinifrons Bourret, 1939)
        - McCords Scharnierschildkröte (Cuora mccordi Ernst, 1988)
        - Dreikiel-Scharnierschildkröte (Cuora mouhotii (Gray, 1862))
        - Pans Scharnierschildkröte (Cuora pani Song, 1984)
        - Südvietnamesische Scharnierschildkröte (Cuora picturata Lehr, Fritz & Obst, 1998)
        - Chinesische Dreistreifen-Scharnierschildkröte (Cuora trifasciata (Bell, 1825)) (Synonym Cuora cyclornata)
        - Gesägte Scharnierschildkröte („Cuora“ × serrata Iverson & McCord, 1992) (Hybride aus Cuora mouhotii & Cuora galbinifrons)
        - Yunnan-Scharnierschildkröte (Cuora yunnanensis (Boulenger, 1906))
        - Zhous Scharnierschildkröte (Cuora zhoui Zhao, Zhou & Ye, 1990)

      - Gattung: Blattschildkröten (Cyclemys Bell, 1834)
        - Gestreifte Blattschildkröte (Cyclemys atripons Iverson & McCord, 1997)
        - Indomalaiische Blattschildkröte (Cyclemys dentata (Gray, 1831))
        - Enigma-Blattschildkröte (Cyclemys enigmatica Fritz, Guicking, Auer, Sommer, Wink & Hundsdörfer, 2008)
        - Cyclemys fusca Fritz, Guicking, Auer, Sommer, Wink & Hundsdörfer, 2008
        - Cyclemys gemeli Fritz, Guicking, Auer, Sommer, Wink & Hundsdörfer, 2008
        - Oldhams Blattschildkröte (Cyclemys oldhami Gray, 1863) (Synonym Cyclemys tcheponensis)
        - Vietnamesische Blattschildkröte (Cyclemys pulchristriata Fritz, Gaulke & Lehr, 1997)

      - Gattung: Zacken-Erdschildkröten (Geoemyda Gray, 1834)
        - Japanische Zacken-Erdschildkröte (Geoemyda japonica Fan, 1931)
        - Chinesische Zacken-Erdschildkröte (Geoemyda spengleri (Gmelin, 1789))

      - Gattung: Asiatische Erdschildkröten (Heosemys Gray, 1870)
        - Tempelschildkröte (Heosemys annandalii (Boulenger, 1903))
        - Flache Erdschildkröte (Heosemys depressa (Anderson, 1875))
        - Riesen-Erdschildkröte (Heosemys grandis (Gray, 1860))
        - Stachel-Erdschildkröte (Heosemys spinosa (Gray, 1831))

      - Gattung: Leucocephalon McCord, Iverson, Spinks & Shaffer, 2000
        - Sulawesi-Erdschildkröte (Leucocephalon yuwonoi (McCord, Iverson & Boeadi, 1995))

      - Gattung: Bachschildkröten (Mauremys Gray, 1869) (inkl. Cathaiemys, Chinemys, Ocadia, & Hybriden)
        - Annam-Bachschildkröte (Mauremys annamensis (Siebenrock, 1903))
        - Kaspische Bachschildkröte (Mauremys caspica (Gmelin, 1774))
        - Iversons Bachschildkröte („Mauremys“ × iversoni Pritchard & McCord, 1991) (Hybride aus Cuora trifasciata & Mauremys mutica)
        - Japanische Sumpfschildkröte (Mauremys japonica (Temminck & Schlegel, 1835))
        - Maurische Bachschildkröte (Mauremys leprosa (Schweigger, 1812))
        - Gelbe Sumpfschildkröte (Mauremys mutica (Cantor, 1842))
        - Chinesische Rothalsschildkröte (Mauremys nigricans (Gray, 1834)) (Synonym Chinemys nigricans)
        - Pritchards Bachschildkröte („Mauremys“ × pritchardi McCord, 1997) (Hybride aus Mauremys mutica & Mauremys reevesii)
        - Chinesische Dreikielschildkröte (Mauremys reevesii (Gray, 1831)) (Synonym Chinemys reevesii und Chinemys megalocephala)
        - Ostmediterrane Bachschildkröte (Mauremys rivulata (Valenciennes, 1833))
        - Chinesische Streifenschildkröte (Mauremys sinensis (Gray, 1834)) (Synonym Ocadia sinensis)
        - Guangxi-Streifenschildkröte („Ocadia“ × glyphistoma McCord & Iverson, 1994) (Hybride aus Mauremys sinensis & Mauremys annamensis)
        - Philippens Streifenschildkröte („Ocadia“ × philippeni McCord & Iverson, 1992) (Hybride aus Mauremys sinensis  & Cuora trifasciata)

      - Gattung: Indische Erdschildkröten (Melanochelys Gray, 1869)
        - Dreikiel-Erdschildkröte (Melanochelys tricarinata (Blyth, 1856))
        - Schwarzbauch-Erdschildkröte (Melanochelys trijuga (Schweigger, 1812))

      - Gattung: Notochelys Gray, 1863
        - Malaiische Plattrücken-Schildkröte (Notochelys platynota (Gray, 1834))

      - Gattung: Pfauenaugen-Sumpfschildkröten (Sacalia Gray, 1870)
        - Chinesische Pfauenaugen-Sumpfschildkröte (Sacalia bealei (Gray, 1831))
        - Hainan-Pfauenaugen-Sumpfschildkröte („Sacalia “ × pseudocellata McCord & Iverson, 1992) (Hybride aus Cuora trifasciata & Sacalia quadriocellata)
        - Vietnamesische Pfauenaugen-Sumpfschildkröte (Sacalia quadriocellata (Siebenrock, 1903))

      - Gattung: Siebenrockiella Lindholm, 1929
        - Schwarze Dickkopf-Schildkröte (Siebenrockiella crassicollis (Gray, 1831))
        - Philippinen-Erdschildkröte (Siebenrockiella leytensis (Taylor, 1920))

      - Gattung: Vijayachelys Praschag, Schmidt, Fritzsch, Müller, Gemel & Fritz, 2006
        - Gelbkopf-Erdschildkröte (Vijayachelys silvatica (Henderson, 1912))

    - Unterfamilie: Rhinoclemmydinae Gray, 1873
      - Gattung: Amerikanische Erdschildkröten (Rhinoclemmys Fitzinger, 1835)
        - Braune Erdschildkröte (Rhinoclemmys annulata (Gray, 1860))
        - Gefurchte Erdschildkröte (Rhinoclemmys areolata (Duméril, Bibron & Duméril, 1851))
        - Diadem-Erdschildkröte (Rhinoclemmys diademata (Mertens, 1954))
        - Bauchstreifen-Erdschildkröte (Rhinoclemmys funerea (Cope, 1876))
        - Kolumbianische Erdschildkröte (Rhinoclemmys melanosterna (Gray, 1861))
        - Ecuador-Erdschildkröte (Rhinoclemmys nasuta (Boulenger, 1902))
        - Pracht-Erdschildkröte (Rhinoclemmys pulcherrima (Gray, 1855))
        - Südamerikanische Erdschildkröte (Rhinoclemmys punctularia (Daudin, 1801))
        - Rückenflecken-Erdschildkröte (Rhinoclemmys rubida (Cope, 1870))

  - Familie:  Echte Landschildkröten (Testudinidae Batsch, 1788)[3]
    - Gattung: Seychellen-Riesenschildkröten Aldabrachelys Loveridge & Williams, 1957
      - † Aldabrachelys abrupta (Grandidier, 1868)
      - Aldabra-Riesenschildkröte (Aldabrachelys gigantea (Schweiger, 1812))
      - † Aldabrachelys grandidieri (Vaillant, 1885)

    - Gattung: Astrochelys Gray, 1873
      - Strahlenschildkröte (Astrochelys radiata (Shaw, 1802))
      - Madagassische Schnabelbrustschildkröte (Astrochelys yniphora (Vaillant, 1885))

    - Gattung: Centrochelys Gray, 1872
      - Spornschildkröte (Centrochelys sulcata (Miller, 1779)) (zuvor Geochelone sulcata)

    - Gattung: Chelonoidis Fitzinger, 1835
      - Pinta-Riesenschildkröte (Chelonoidis abingdonii (Günther, 1877)) (zuvor Unterart von Chelonoidis nigra)
      - Wolf-Riesenschildkröte (Chelonoidis becki (Rothschild, 1901)) (zuvor Unterart von Chelonoidis nigra)
      - Köhlerschildkröte (Chelonoidis carbonaria (Spix, 1824))
      - San-Cristóbal-Riesenschildkröte (Chelonoidis chathamensis (Van Denburgh, 1907)) (zuvor Unterart von Chelonoidis nigra)
      - Patagonische Landschildkröte (Chelonoidis chilensis (Gray, 1870))
      - Santiago-Riesenschildkröte (Chelonoidis darwini (Van Denburgh, 1907)) (zuvor Unterart von Chelonoidis nigra)
      - Waldschildkröte (Chelonoidis denticulata (Linnaeus, 1766))
      - Chelonoidis donfaustoi Poulakakis, Edwards & Caccone, 2015
      - Pinzón-Riesenschildkröte (Chelonoidis duncanensis (Garman, 1996)) (zuvor Unterart von Chelonoidis nigra)
      - Sierra-Negra-Riesenschildkröte (Chelonoidis guntheri (Baur, 1889))
      - Española-Riesenschildkröte (Chelonoidis hoodensis (Van Denburgh, 1907)) (zuvor Unterart von Chelonoidis nigra)
      - Darwin-Riesenschildkröte (Chelonoidis microphyes (Günther, 1875))
      - Floreana-Riesenschildkröte (Chelonoidis nigra (Quoy & Gaimard, 1824)) (ausgestorbene Nominatform)
      - † Fernandinha-Riesenschildkröte (Chelonoidis phantastica (Van Denburgh, 1907)) (zuvor Unterart von Chelonoidis nigra)
      - Santa-Cruz-Riesenschildkröte (Chelonoidis porteri (Rothschild, 1903)) (zuvor Unterart von Chelonoidis nigra)
      - Alcedo-Riesenschildkröte (Chelonoidis vandenburghi (Desola, 1930))
      - Cerro-Azul-Riesenschildkröte (Chelonoidis vicina (Günther, 1874)) (zuvor Unterart von Chelonoidis nigra)
      - † Rabida-Riesenschildkröte (Chelonoidis wallacei (Rothschild, 1902)) (Status umstritten)

    - Gattung: Chersina Gray, 1831
      - Afrikanische Schnabelbrustschildkröte (Chersina angulata (Schweigger, 1812))

    - Gattung: † Megalochelys Falconer & Cautley, 1837
      - † Atlasschildkröte (Megalochelys sivalensis Falconer & Cautley, 1837)

    - Gattung: † Cylindraspis Fitzinger, 1835
      - † Cylindraspis indica Schneider, 1783 (Synonym Cylindraspis borbonica)
      - † Cylindraspis inepta Günther, 1873
      - † Cylindraspis peltastes Dumeril & Bibron, 1835
      - † Cylindraspis triserrata Günther, 1873
      - † Cylindraspis vosmaeri Suckow, 1798

    - Gattung: Geochelone Fitzinger, 1835
      - Indische Sternschildkröte (Geochelone elegans (Schoepff, 1795))
      - Birma-Sternschildkröte (Geochelone platynota (Blyth, 1863))

    - Gattung: Gopherschildkröten (Gopherus Rafinesque, 1815)
      - Kalifornische Gopherschildkröte (Gopherus agassizii (Cooper, 1863))
      - Texas-Gopherschildkröte (Gopherus berlandieri (Agassiz, 1857))
      - Gopherus evgoodei Edwards, Karl, Vaughn, Rosen, Meléndez-Torres & Murphy, 2016
      - Gelbrand-Gopherschildkröte (Gopherus flavomarginatus Legler, 1959)
      - Sonora-Gopherschildkröte (Gopherus morafkai Murphy, Berry, Edwards, Leviton, Lathrop & Riedle, 2011)
      - Georgia-Gopherschildkröte (Gopherus polyphemus (Daudin, 1802))

    - Gattung: Flachschildkröten (Homopus Duméril & Bibron, 1834)
      - Areolen-Flachschildkröte (Homopus areolatus (Thunberg, 1787))
      - Boulengers Flachschildkröte (Homopus boulengeri Duerden, 1906)
      - Sporn-Flachschildkröte (Homopus femoralis Boulenger, 1888)
      - Gesägte Flachschildkröte (Homopus signatus (Gmelin, 1789))
      - Nama-Flachschildkröte (Homopus solus Branch, 2007)

    - Gattung: Asiatische Landschildkröten (Indotestudo Lindholm, 1929)
      - Gelbkopfschildkröte (Indotestudo elongata (Blyth, 1854))
      - Forstens Landschildkröte (Indotestudo forstenii (Schlegel & Müller, 1845))
      - Travancore-Landschildkröte (Indotestudo travancorica (Boulenger, 1907))

    - Gattung: Gelenkschildkröten (Kinixys Bell, 1827)
      - Glattrand-Gelenkschildkröte (Kinixys belliana Gray, 1831)
      - Stachelrand-Gelenkschildkröte (Kinixys erosa (Schweigger, 1812))
      - Stutz-Gelenkschildkröte (Kinixys homeana Bell, 1827)
      - Lobatse-Gelenkschildkröte (Kinixys lobatsiana (Power, 1927))
      - Natal-Gelenkschildkröte (Kinixys natalensis Hewitt, 1935)
      - Westafrikanische Gelenkschildkröte (Kinixys nogueyi (Lataste, 1886))
      - Spekes Gelenkschildkröte (Kinixys spekii Gray, 1863)
      - Südostafrikanische Gelenkschildkröte (Kinixys zombensis Hewitt, 1931)

    - Gattung: Malacochersus Lindholm, 1929
      - Spaltenschildkröte (Malacochersus tornieri (Siebenrock, 1903))

    - Gattung: Asiatische Waldschildkröten (Manouria Gray, 1854)
      - Braune Waldschildkröte (Manouria emys (Schlegel & Müller, 1844))
      - Hinterindische Waldschildkröte (Manouria impressa (Günther, 1882))

    - Gattung: Südafrikanische Landschildkröten (Psammobates Fitzinger, 1835)
      - Geometrische Landschildkröte (Psammobates geometricus (Linnaeus, 1758))
      - Stachelrand-Landschildkröte (Psammobates oculifer (Kuhl, 1820))
      - Zeltschildkröte (Psammobates tentorius Bell, 1828)

    - Gattung: Spinnenschildkröten Pyxis Bell, 1827
      - Madagassische Spinnenschildkröte (Pyxis arachnoides Bell, 1827)
      - Flachrückenschildkröte (Pyxis planicauda (Grandidier, 1867))

    - Gattung: Stigmochelys Gray, 1873
      - Pantherschildkröte (Stigmochelys pardalis (Bell, 1828))

    - Gattung: Eigentliche Landschildkröten (Testudo Linnaeus, 1758)[4]
      - Maurische Landschildkröte (Testudo graeca Linnaeus, 1758)
      - Griechische Landschildkröte (Testudo hermanni Gmelin, 1789)
      - Vierzehenschildkröte (Testudo horsfieldii Gray, 1844)
      - Ägyptische Landschildkröte (Testudo kleinmanni Lortet, 1883)
      - Breitrandschildkröte (Testudo marginata Schoepff, 1792)

### Halswender-Schildkröten (Pleurodira)

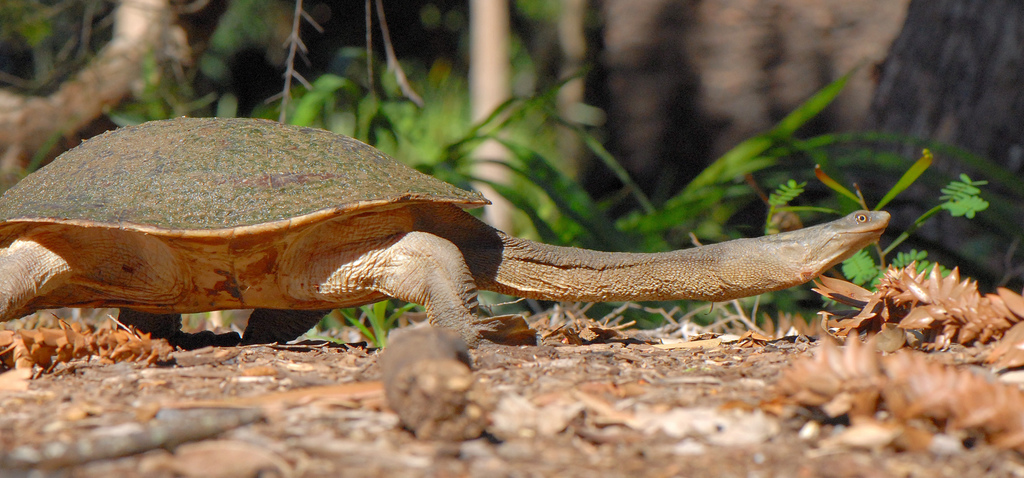
Riesen-Schlangenhalsschildkröte (Chelodina expansa)

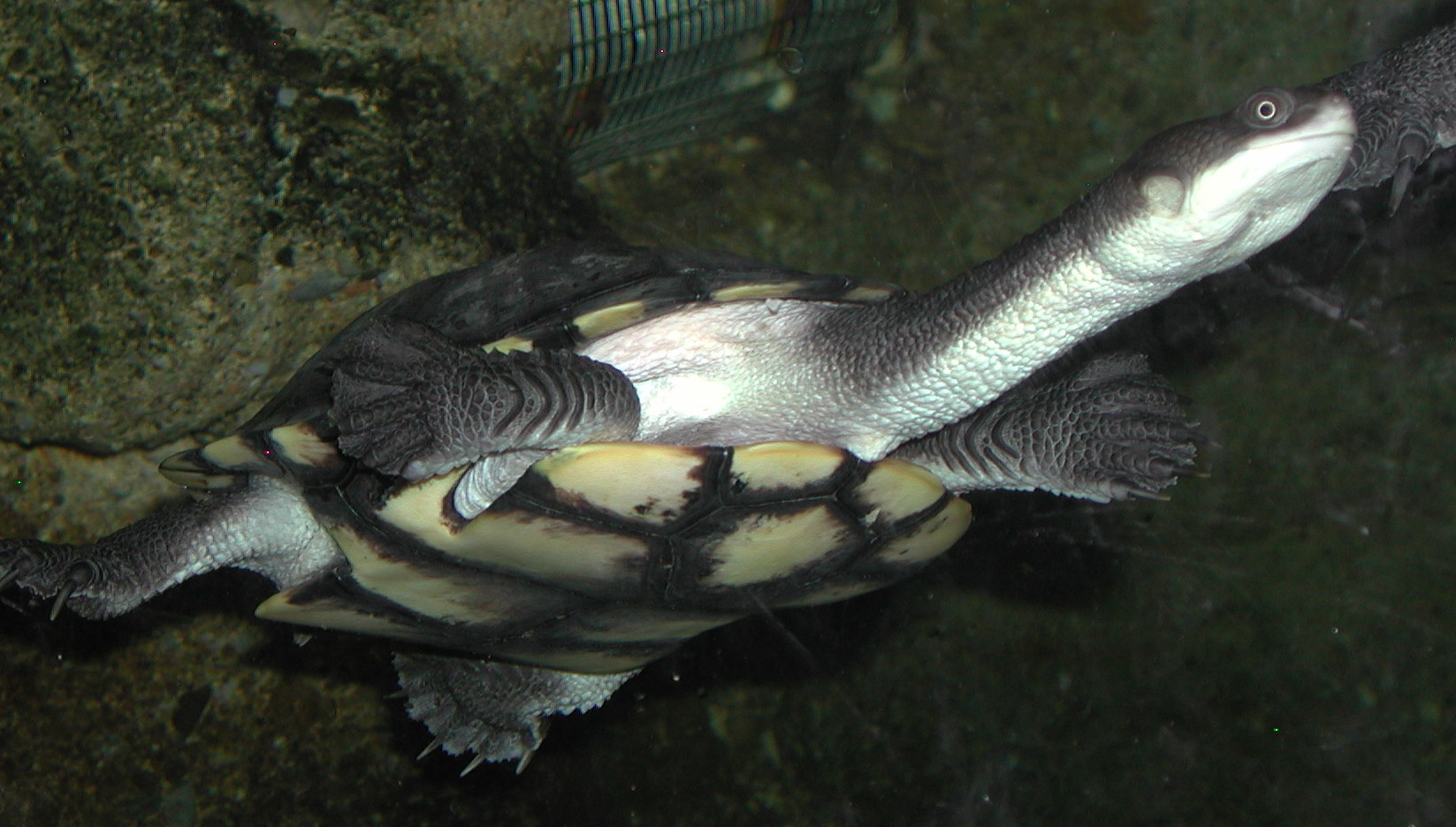
Glattrücken-Schlangenhalsschildkröte (Chelodina longicollis)

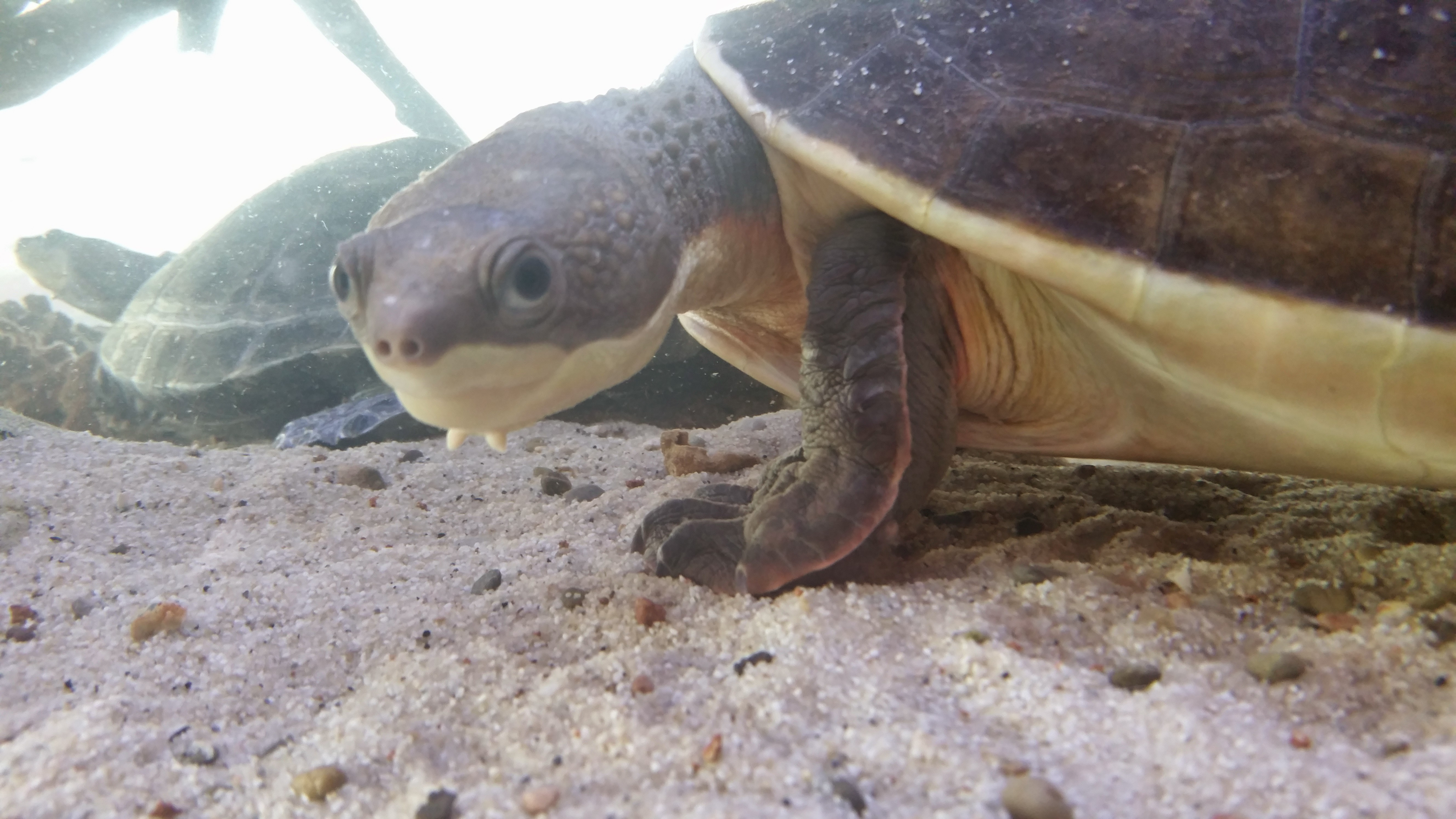
Weißbauch-Schnappschildkröte (Elseya branderhorsti)

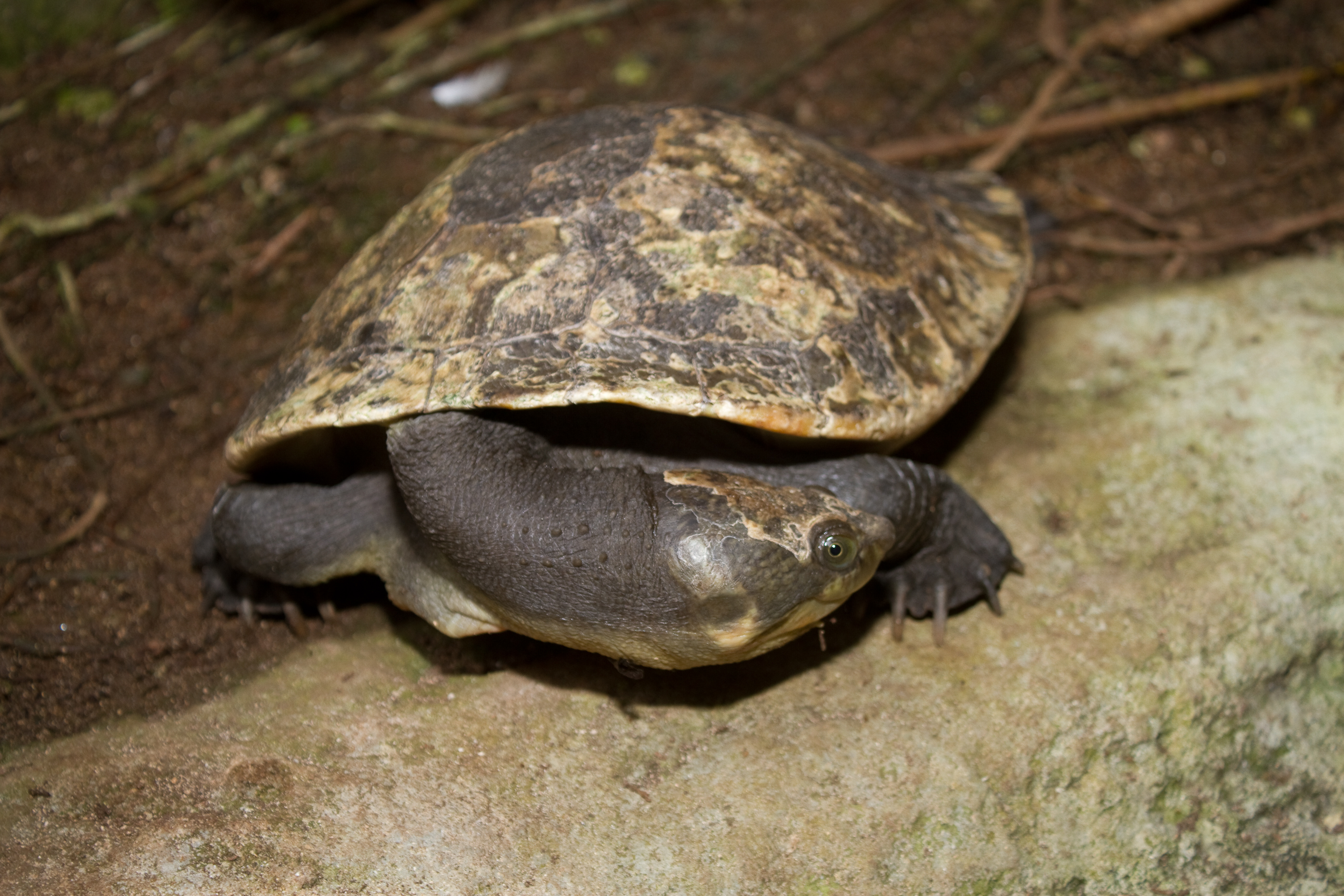
Neuguinea-Schnappschildkröte (Elseya novaeguineae)

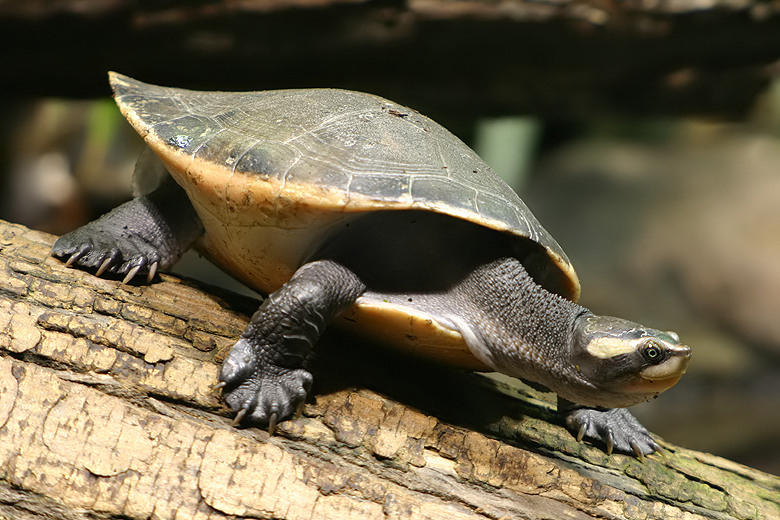
Rotbauch-Spitzkopfschildkröte (Emydura subglobosa)

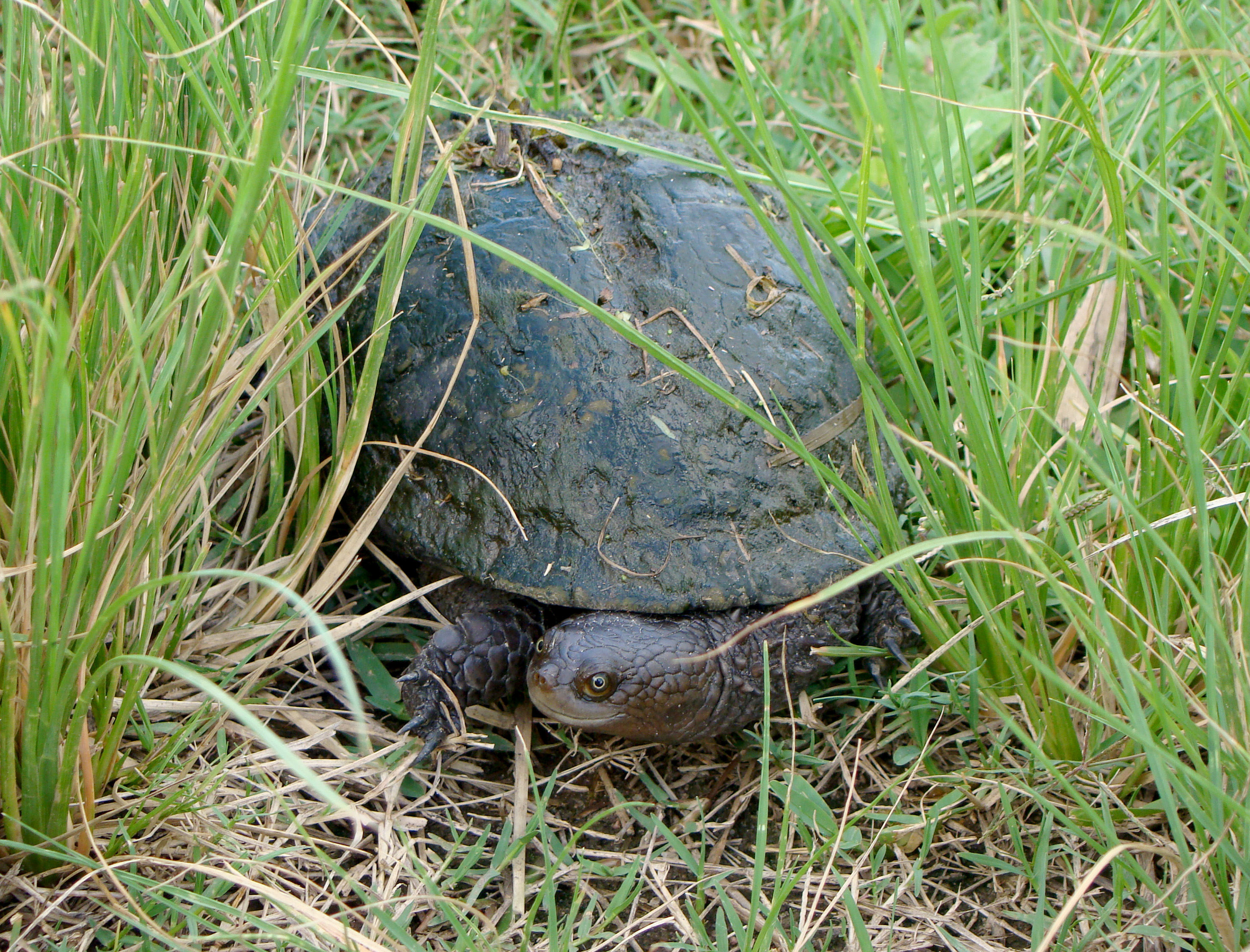
Stachelhals-Sumpfschildkröte (Acanthochelys spixii)

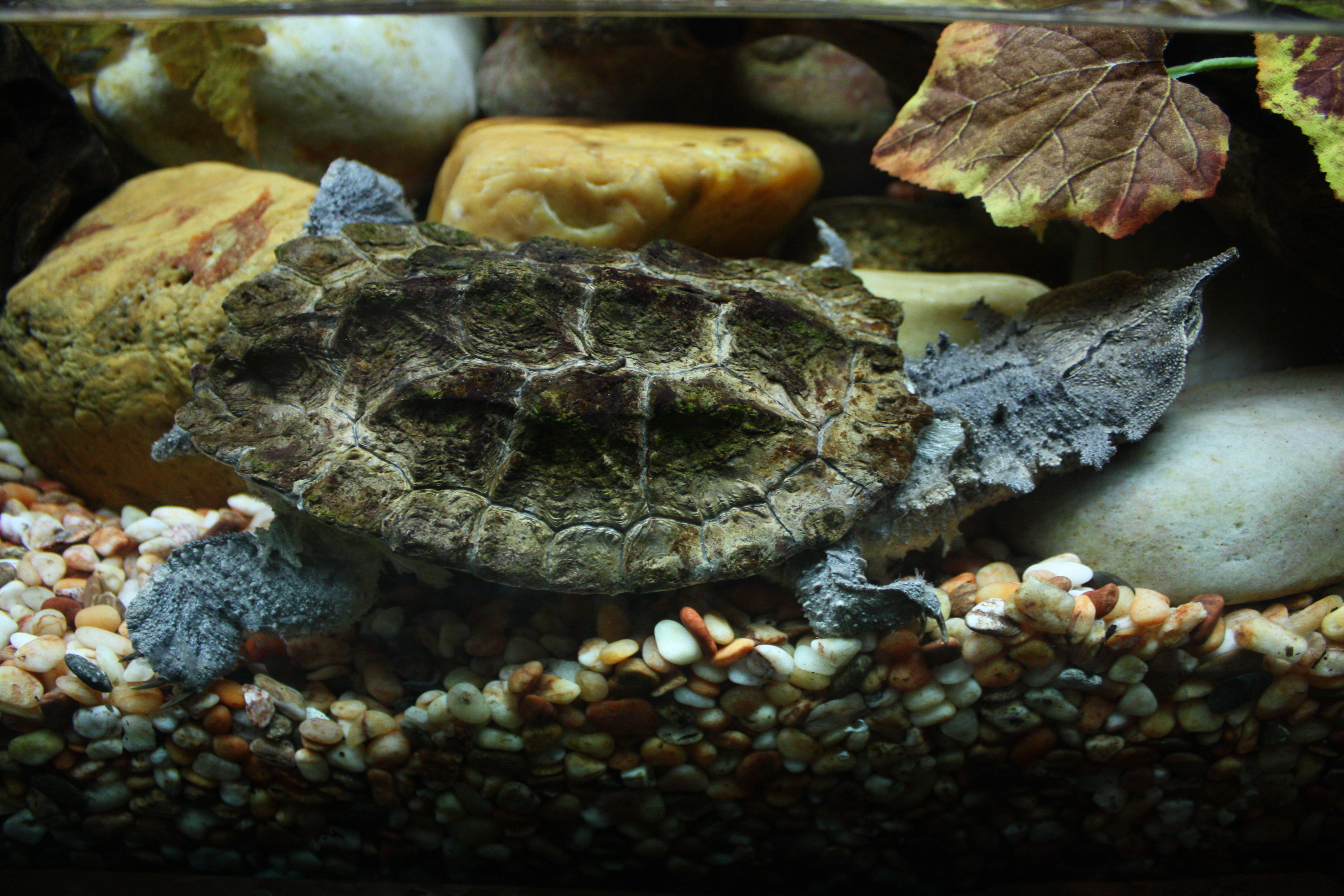
Fransenschildkröte
(Chelus fimbriatus)

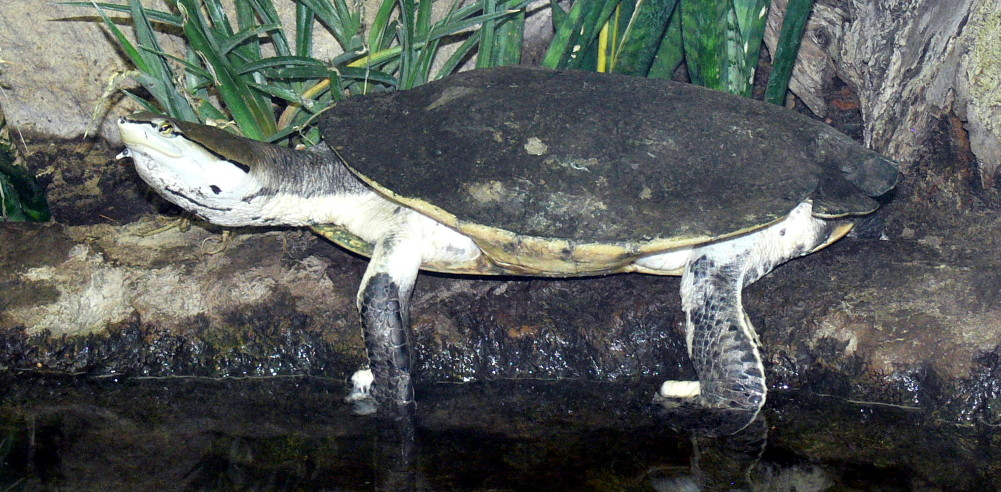
Hilaires Krötenkopfschildkröte (Phrynops hilarii)

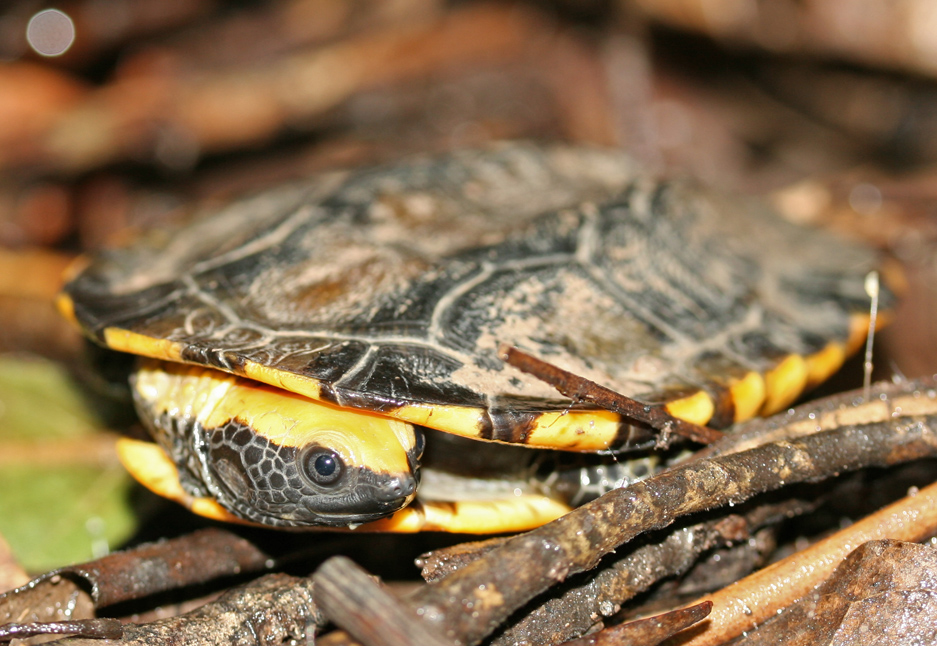
Rotkopf-Plattschildkröte (Platemys platycephala)

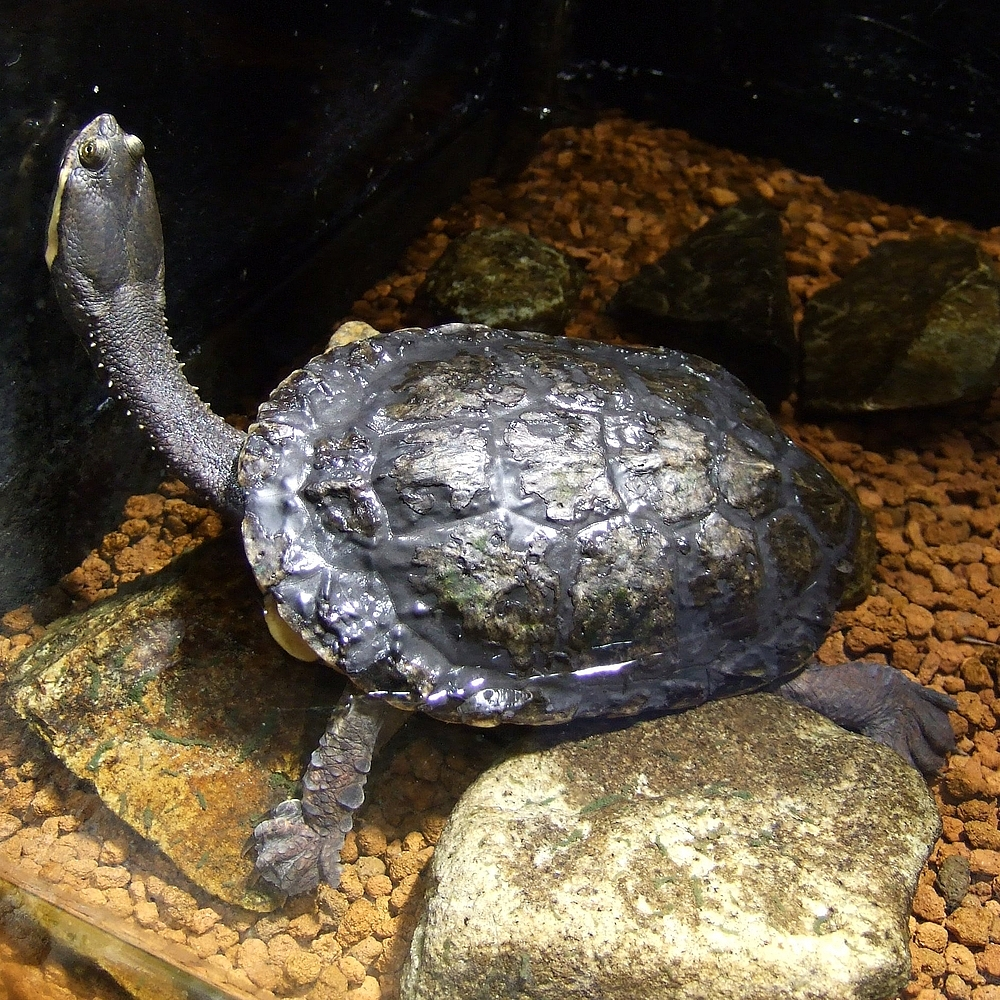
Argentinische Schlangenhalsschildkröte (Hydromedusa tectifera)

Unterordnung: Halswender-Schildkröten (Pleurodira Cope, 1864)

#### Cheloides
- Überfamilie: Cheloides J. E. Gray, 1825
  - Familie: Schlangenhalsschildkröten (Chelidae Gray, 1825)
    - Unterfamilie: Chelodininae Baur, 1893
      - Gattung: Australische Schlangenhalsschildkröten (Chelodina Fitzinger, 1829) (inkl. Macrochelodina & Macrodiremys)
        - Chelodina burrungandjii Thomson, Kennett & Georges, 2000 (Synonym Macrochelodina burrungandjii)
        - Chelodina canni McCord & Thomson, 2002
        - Schmalbrust-Schlangenhalsschildkröte (Chelodina colliei Gray, 1856) (Synonym Macrodiremys colliei)
        - Riesen-Schlangenhalsschildkröte (Chelodina expansa Gray, 1857) (Synonym Macrochelodina expansa)
        - Chelodina gunaleni McCord & Joseph-Ouni, 2007
        - Kuchlings Schlangenhalsschildkröte (Chelodina kuchlingi Cann, 1997) (Synonym Macrochelodina kuchlingi)
        - Glattrücken-Schlangenhalsschildkröte (Chelodina longicollis (Shaw, 1794))
        - McCords Schlangenhalsschildkröte (Chelodina mccordi Rhodin, 1994)
        - Neuguinea-Schlangenhalsschildkröte (Chelodina novaeguineae Boulenger, 1888)
        - Siebenrock-Schlangenhalsschildkröte (Chelodina oblonga Gray, 1841) (Synonym Macrochelodina oblonga)
        - Gefleckte Schlangenhalsschildkröte (Chelodina parkeri Rhodin & Mittermeier, 1976) (Synonym Macrochelodina parkeri)
        - Pritchards Schlangenhalsschildkröte (Chelodina pritchardi Rhodin, 1994)
        - Reimann-Schlangenhalsschildkröte (Chelodina reimanni Philippen & Grossmann, 1990)
        - Steindachners Schlangenhalsschildkröte oder Westaustralische Schlangenhalsschildkröte (Chelodina steindachneri Siebenrock, 1914)
        - Chelodina walloyarrina (McCord & Joseph-Ouni, 2007) (Synonym Macrochelodina walloyarrina)

      - Gattung: Australische Schnappschildkröten (Elseya Gray, 1867)
        - Elseya albagula Thomson, Georges & Limpus, 2006
        - Weißbauch-Schnappschildkröte (Elseya branderhorsti (Ouwens, 1914))
        - Elseya-Schildkröte (Elseya dentata (Gray, 1863))
        - Elseya flaviventralis Thomson & Georges, 2016
        - Irwins Schildkröte (Elseya irwini Cann, 1997)
        - Golf-Schnappschildkröte (Elseya lavarackorum (White & Archer, 1994))
        - Neuguinea-Schnappschildkröte (Elseya novaeguineae (Meyer, 1874))
        - Schultzes Schnappschildkröte (Elseya schultzei (Vogt, 1911))

      - Gattung: Elusor Cann & Legler, 1994
        - Mary-River-Schildkröte (Elusor macrurus Cann & Legler, 1994)

      - Gattung: Spitzkopfschildkröten (Emydura Bonaparte, 1836)
        - Breitrand-Spitzkopfschildkröte (Emydura macquarii (Gray, 1830))
        - Rotbauch-Spitzkopfschildkröte (Emydura subglobosa (Krefft, 1876))
        - Nordaustralische Spitzkopfschildkröte (Emydura tanybaraga Cann, 1997)
        - Victoria-Spitzkopfschildkröte (Emydura victoriae (Gray, 1842))

      - Gattung: Flaviemys Le et al., 2013
        - Manning-Schnappschildkröte (Flaviemys purvisi (Wells & Wellington, 1985))

      - Gattung: Myuchelys Thomson & Georges, 2009
        - Bells Schnappschildkröte (Myuchelys bellii (Gray, 1844))
        - Bellinger-Schnappschildkröte (Myuchelys georgesi (Cann, 1997))
        - Breitbrust-Schnappschildkröte (Myuchelys latisternum (Gray, 1867))

      - Gattung: Pseudemydura Siebenrock, 1901
        - Falsche Spitzkopfschildkröte (Pseudemydura umbrina Siebenrock, 1901)

      - Gattung: Rheodytes Legler & Cann, 1980
        - Fitzroy-Schildkröte (Rheodytes leukops Legler, 1980)

    - Unterfamilie: Chelinae Gray, 1825
      - Gattung: Südamerikanische Sumpfschildkröten (Acanthochelys Gray, 1873)
        - Pantanal-Sumpfschildkröte (Acanthochelys macrocephala (Rhodin, Mittermeier & McMorris, 1984))
        - Chaco-Sumpfschildkröte (Acanthochelys pallidipectoris (Freiberg, 1945))
        - Strahlen-Sumpfschildkröte (Acanthochelys radiolata (Mikan, 1820))
        - Stachelhals-Sumpfschildkröte (Acanthochelys spixii (Spix, 1824))

      - Gattung: Chelus Duméril, 1805
        - Fransenschildkröte (Chelus fimbriatus (Schneider, 1783))
        - † Chelus columbiana Wood, 1976
        - † Chelus lewisi Wood, 1976

      - Gattung: Krötenkopf-Schildkröten (Mesoclemmys Gray, 1873) (inkl. Batrachemys und Ranacephala)
        - Kolumbianische Kröten-Schildkröte (Mesoclemmys dahli (Zangerl & Medem, 1958))
        - Buckelschildkröte (Mesoclemmys gibba (Schweigger, 1812))
        - Gelbe Krötenkopfschildkröte (Mesoclemmys heliostemma (Mccord, Joseph-Ouni & Lamar, 2001))
        - Paraiba-Krötenkopfschildkröte (Mesoclemmys hogei (Mertens, 1967))
        - Gewöhnliche Froschkopf-Schildkröte (Mesoclemmys nasuta (Schweigger, 1812))
        - Mesoclemmys perplexa Bour & Zaher, 2005
        - Peruanische Froschkopf-Schildkröte (Mesoclemmys raniceps (Gray, 1855))
        - Rauhe Krötenkopfschildkröte (Mesoclemmys tuberculatus (Luederwaldt, 1926))
        - Südliche Krötenkopfschildkröte (Mesoclemmys vanderhaegei (Bour, 1973))
        - Zulia-Krötenkopfschildkröte (Mesoclemmys zuliae (Pritchard, 1984))

      - Gattung: Bärtige Krötenkopf-Schildkröten (Phrynops Wagler, 1830)
        - Dunkle Krötenkopf-Schildkröte (Phrynops geoffroanus (Schweigger, 1812))
        - Hilaires Krötenkopfschildkröte (Phrynops hilarii (Duméril & Bibron, 1835))
        - Stachelige Krötenkopfschildkröte (Phrynops tuberosus (Peters, 1870))
        - Williams Krötenkopfschildkröte (Phrynops williamsi Rhodin & Mittermaier, 1983)

      - Gattung: Plattschildkröten (Platemys Wagler, 1830)
        - Rotkopf-Plattschildkröte (Platemys platycephala (Schneider, 1792))

      - Gattung: Rhinemys Wagler, 1830
        - Rote Krötenkopfschildkröte (Rhinemys rufipes (Spix, 1824))

    - Unterfamilie: Hydromedusinae Baur, 1893
      - Gattung: Südamerikanische Schlangenhalsschildkröten (Hydromedusa Wagler, 1830)
        - Brasilianische Schlangenhalsschildkröte (Hydromedusa maximiliani (Mikan, 1820))
        - Argentinische Schlangenhalsschildkröte (Hydromedusa tectifera Cope, 1869)

#### Pelomedusoidea

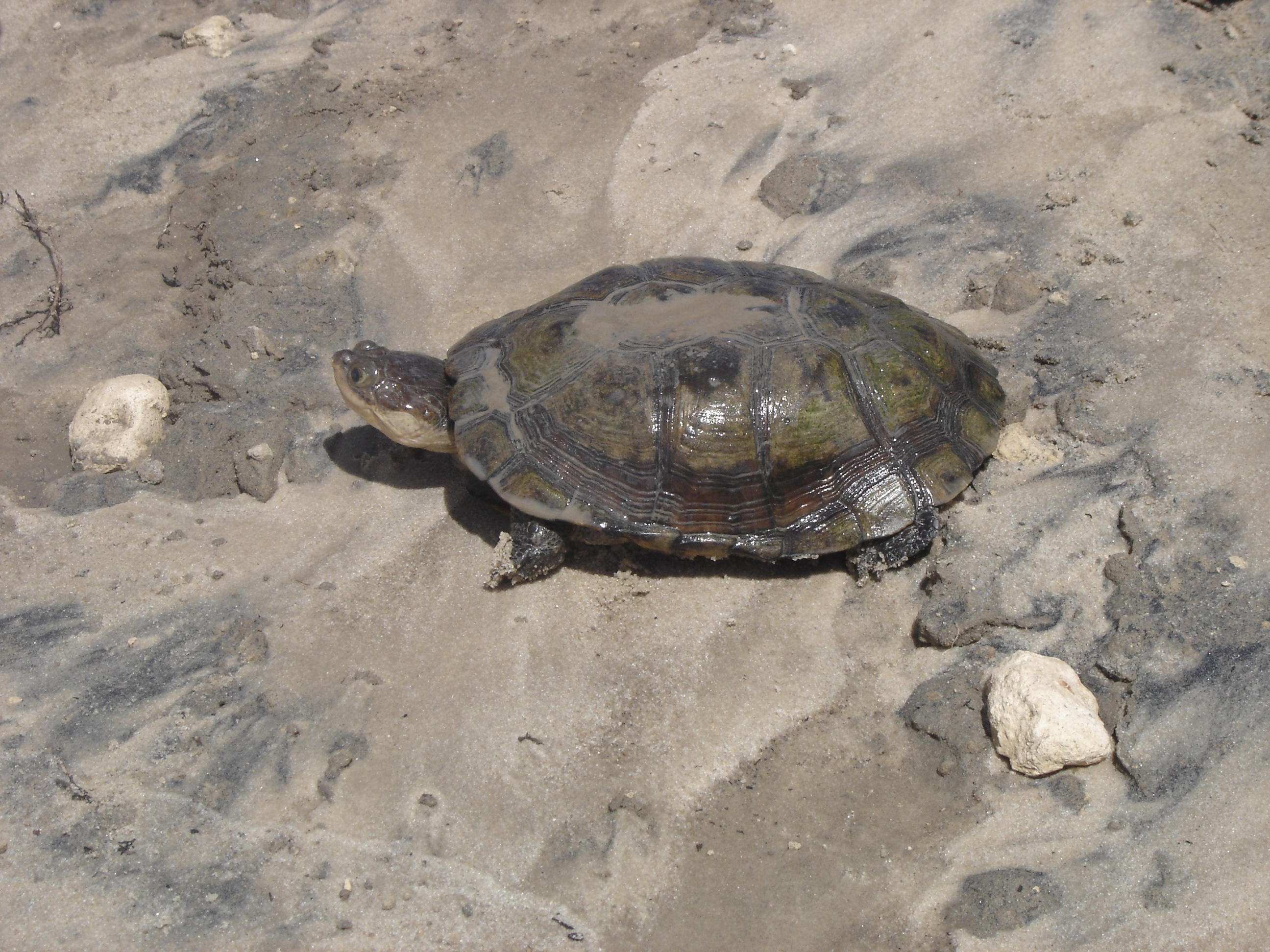
Starrbrust-Pelomeduse (Pelomedusa subrufa)

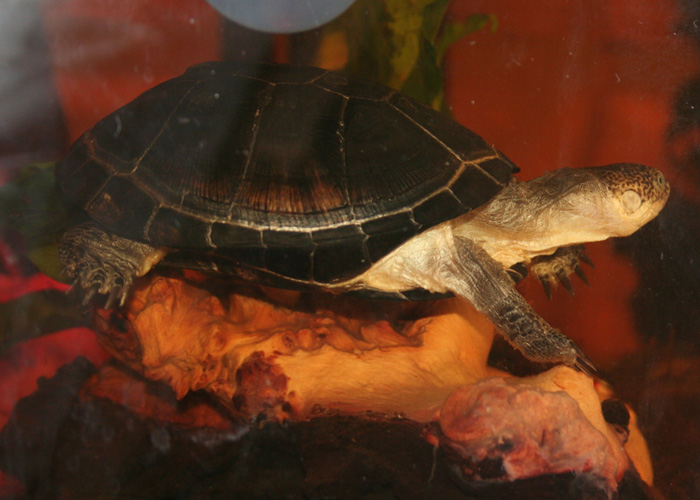
Westafrikanische Pelomeduse (Pelusios castaneus)

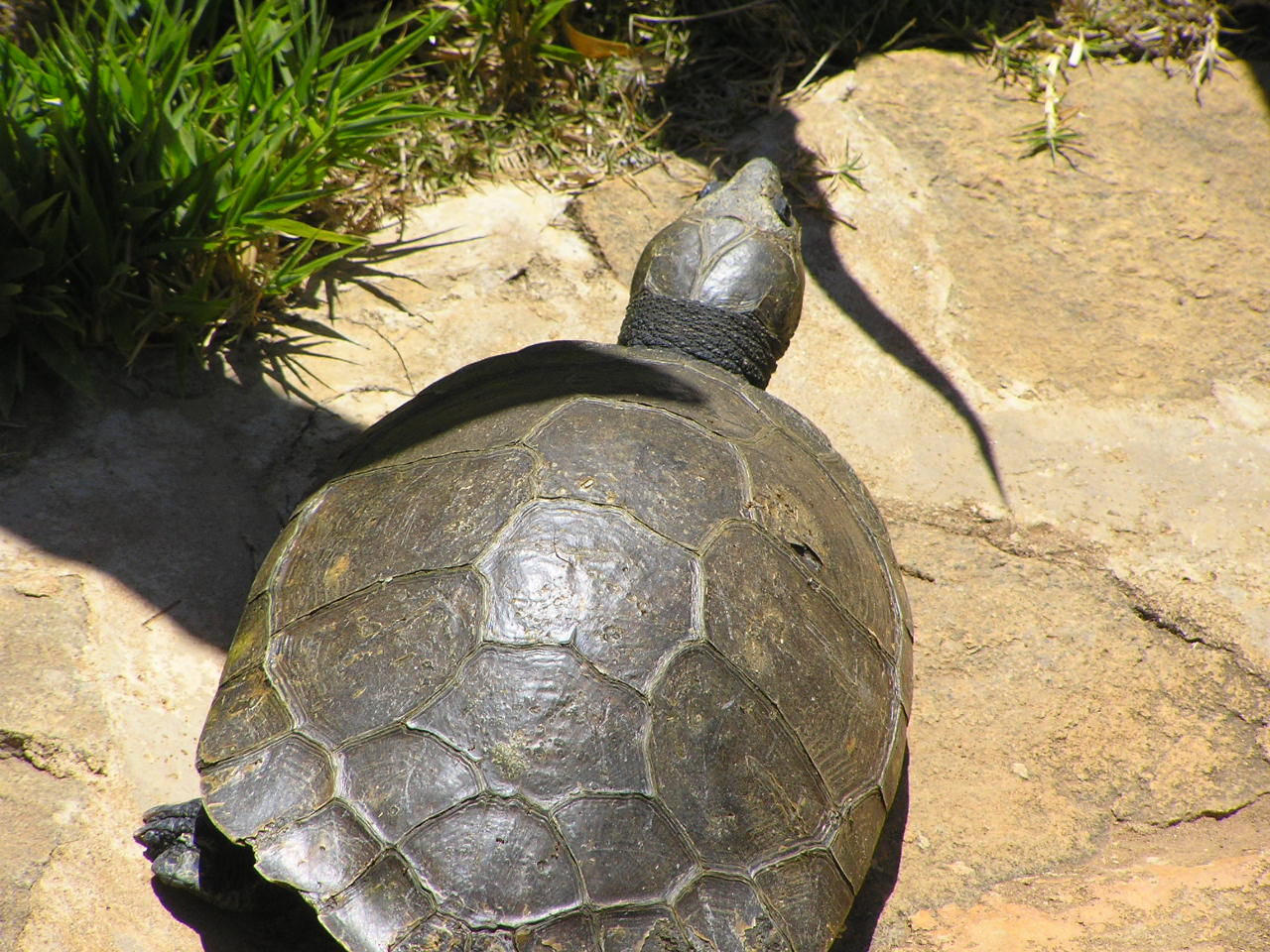
Madagassische Schienenschildkröte (Erymnochelys madagascariensis)

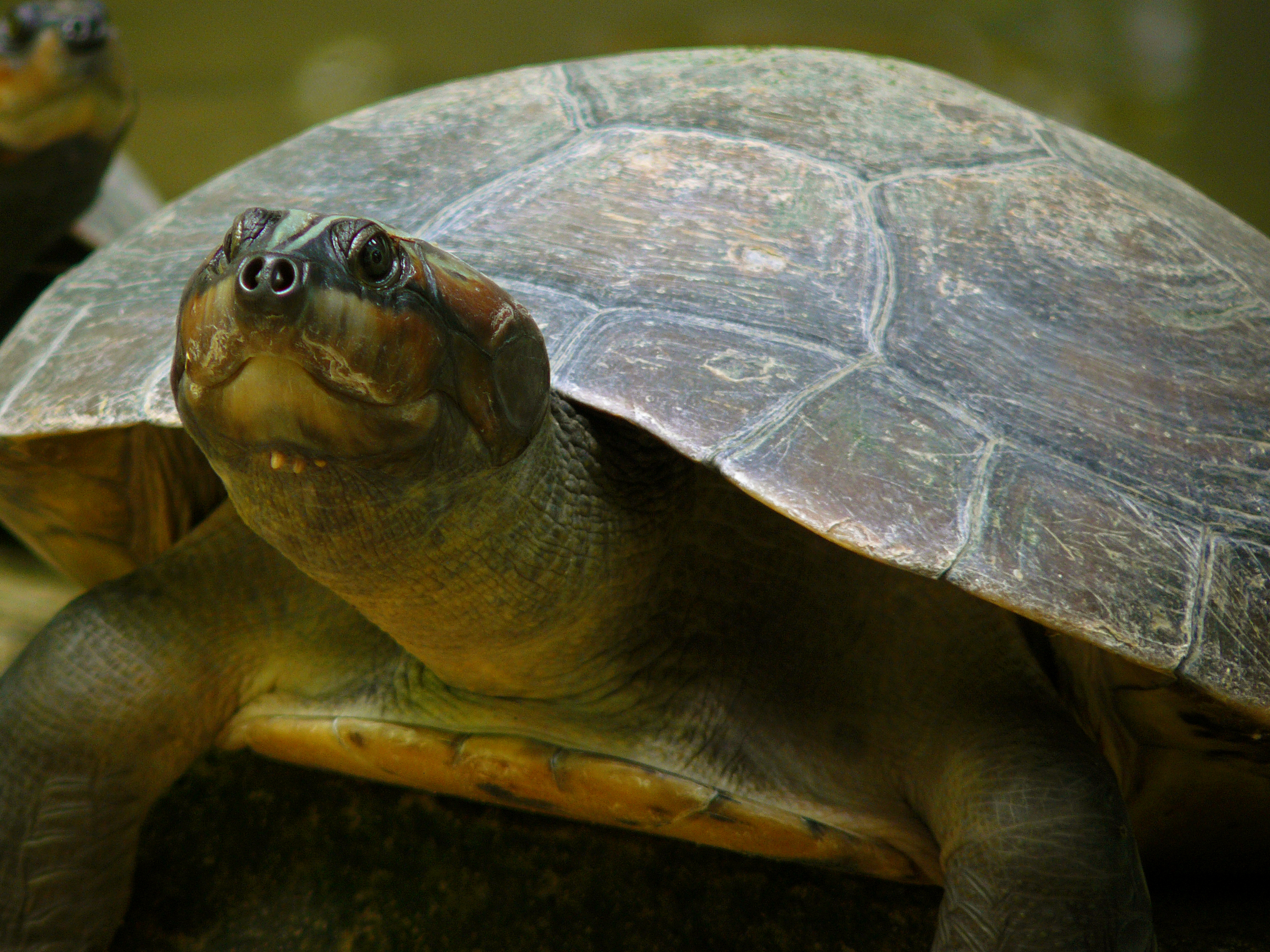
Arrauschildkröte (Podocnemis expansa)

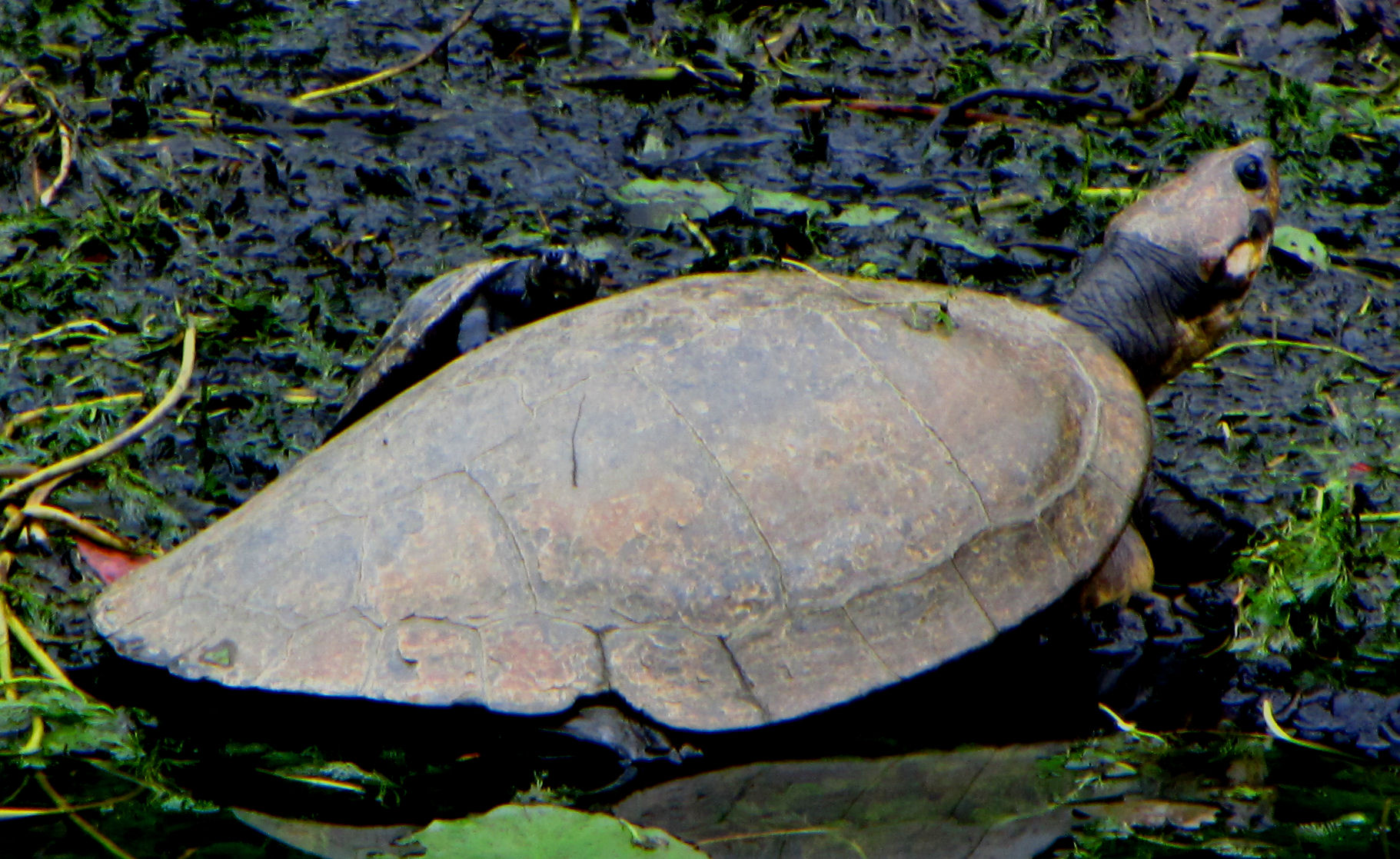
Orinoko-Schienenschildkröte (Podocnemis vogli)

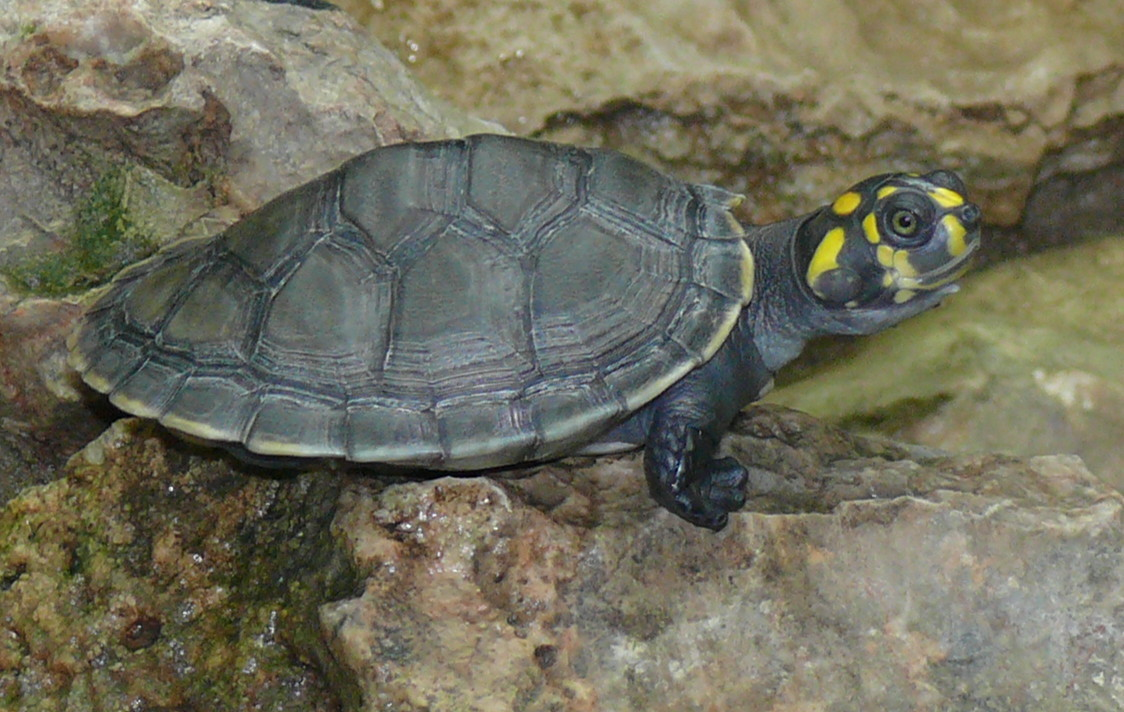
Terekay-Schienenschildkröte (Podocnemis unifilis)

- Überfamilie: Pelomedusoidea Cope, 1868
  - Familie: † Araripemydidae Price, 1973
    - Gattung: † Araripemys Price, 1973
      - † Araripemys barretoi Price, 1973

  - Familie: Pelomedusenschildkröten (Pelomedusidae Cope, 1868)
    - Gattung: Starrbrust-Pelomedusen (Pelomedusa Wagler, 1830)
      - Pelomedusa barbata Petzold et al., 2014
      - Pelomedusa galeata (Schoepff, 1792)
      - Pelomedusa gehafie (Rüppell, 1835)
      - Pelomedusa kobe Petzold et al., 2014
      - Pelomedusa neumanni Petzold et al., 2014
      - Sahel-Starrbrust-Pelomeduse (Pelomedusa olivacea (Schweigger, 1812))
      - Pelomedusa schweinfurthi Petzold et al., 2014
      - Pelomedusa somalica Petzold et al., 2014
      - Starrbrust-Pelomeduse (Pelomedusa subrufa (Bonnaterre, 1789))
      - Pelomedusa variabilis Petzold et al., 2014

    - Gattung: Klappbrust-Pelomedusen (Pelusios Wagler, 1830)
      - Weißbrust-Pelomeduse (Pelusios adansonii (Schweigger, 1812))
      - Okavango-Pelomeduse (Pelusios bechuanicus Fitzsimons, 1932)
      - Turkana-Pelomeduse (Pelusios broadleyi Bour, 1986)
      - Gekielte Klappbrust-Pelomeduse (Pelusios carinatus Laurent, 1956)
      - Westafrikanische Klappbrust-Pelomeduse (Pelusios castaneus (Schweigger, 1812))
      - Gelbbauch-Klappbrust-Pelomeduse (Pelusios castanoides Hewitt, 1931)
      - Zentralafrikanische Klappbrust-Pelomeduse (Pelusios chapini Laurent, 1965)
      - Braune Klappbrust-Pelomeduse (Pelusios cupulatta Bour & Maran, 2003)
      - Rückenstreifen-Pelomeduse (Pelusios gabonensis (Duméril, 1856))
      - Marans Klappbrust-Pelomeduse Pelusios marani Bour, 2000
      - Zwerg-Pelomeduse (Pelusios nanus Laurent, 1956)
      - Schwarze Pelomeduse (Pelusios niger (Duméril & Bibron, 1835))
      - Schwarzbauch-Pelomeduse (Pelusios rhodesianus Hewitt, 1927)
      - Gezackte Pelomeduse (Pelusios sinuatus (Smith, 1838))
      - Dunkle Pelomeduse (Pelusios subniger (Lacépéde, 1789))
      - Upemba-Pelomeduse (Pelusios upembae Broadley, 1981)
      - Ostafrikanische Klappbrust-Pelomeduse (Pelusios williamsi Laurent, 1965)

  - Familie: Podocnemididae Cope, 1868
    - Unterfamilie: † Bauruemydinae Gaffney, Meylan, Wood, Simons & De Almeida Campos, 2011
      - Gattung: † Bauruemys Kischlat, 1994
        - † Bauruemys brasiliensis (Staeche, 1937)
        - † Bauruemys elegans (Suárez, 1969)

    - Unterfamilie: Podocnemidinae Cope, 1868
      - Gattung: † Albertwoodemys Gaffney, Meylan, Wood, Simmons & Campos, 2011
        - † Albertwoodemys testudinum Gaffney, Meylan, Wood, Simmons & Campos, 2011

      - Gattung: † Bairdemys Gaffney & Wood, 2002
        - † Bairdemys hartsteini Gaffney & Wood, 2002
        - † Bairdemys healeyorum Weems & Knight 2013
        - † Bairdemys sanchezi Gaffney, 2008
        - † Bairdemys venezuelensis (Wood & Díaz, 1971)
        - † Bairdemys winklerae Gaffney, 2008

      - Gattung: † Brontochelys Gaffney, Meylan, Wood, Simmons & Campos, 2011
        - † Brontochelys gaffneyi (Wood, 1970)

      - Gattung: † Cambaremys França & Langer, 2005
        - † Cambaremys langertoni França & Langer, 2005

      - Gattung: † Caninemys Meylan, Gaffney & Campos, 2009
        - † Caninemys tridentata Meylan, Gaffney & Campos, 2009

      - Gattung: † Carbonemys Cadena, Ksepka, Jaramillo & Bloch, 2012
        - † Carbonemys cofrinii Cadena, Ksepka, Jaramillo & Bloch, 2012

      - Gattung: † Cerrejonemys Cadena, Bloch, & Jaramillo, 2010
        - † Cerrejonemys wayuunaiki Cadena, Bloch, & Jaramillo, 2010

      - Gattung: † Cordichelys Gaffney, Meylan, Wood, Simmons & Campos, 2011
        - † Cordichelys antiqua (Andrews, 1903)

      - Gattung: † Dacquemys Williams, 1954
        - † Dacquemys paleomorpha Williams, 1954

      - Gattung: Erymnochelys Baur, 1888
        - Madagassische Schienenschildkröte (Erymnochelys madagascariensis (Grandidier, 1867))

      - Gattung: † Kenyemys Wood, 1983
        - † Kenyemys williamsi Wood, 1983

      - Gattung: † Lapparentemys Gaffney, Meylan, Wood, Simmons & Campos, 2011
        - † Lapparentemys vilavilensis (Broin, 1971)

      - Gattung: † Latentemys Gaffney, Meylan, Wood, Simmons & Campos, 2011
        - † Latentemys plowdeni Gaffney, Meylan, Wood, Simmons & Campos, 2011

      - Gattung: † Lemurchelys Gaffney, Meylan, Wood, Simmons & Campos, 2011
        - † Lemurchelys diasphax Gaffney, Meylan, Wood, Simmons & Campos, 2011

      - Gattung: † Mogharemys Gaffney, Meylan, Wood, Simmons & Campos, 2011
        - † Mogharemys blanckenhorni (Dacqué, 1912)

      - Gattung: † Neochelys Bergounioux, 1954
        - † Neochelys arenarum Broin, 1977
        - † Neochelys capelinii (de Zigno, 1889)
        - † Neochelys eocenica De Stefano, 1902
        - † Neochelys fajumensis (Andrews, 1903)
        - † Neochelys franzeni Schleich, 1993
        - † Neochelys zamorensis Jimenez, 1992

      - Gattung: † Papoulemys Tong, 1998
        - † Papoulemys laurenti Tong, 1998

      - Gattung: † Peiropemys Gaffney, Meylan, Wood, Simmons & Campos, 2011
        - † Peiropemys mezzalirai Gaffney, Meylan, Wood, Simmons & Campos, 2011

      - Gattung: Peltocephalus Duméril & Bibron, 1835
        - Großkopf-Schienenschildkröte (Peltocephalus dumeriliana (Schweigger, 1812))

      - Gattung: Schienenschildkröten (Podocnemis Wagler, 1830)
        - Rotkopf-Schienenschildkröte (Podocnemis erythrocephala (Spix, 1824))
        - Arrauschildkröte (Podocnemis expansa (Schweigger, 1812))
        - Glattrand-Schienenschildkröte (Podocnemis lewyana Duméril, 1852)
        - Höcker-Schienenschildkröte (Podocnemis sextuberculata Cornalia, 1849)
        - Terekay-Schienenschildkröte (Podocnemis unifilis Troschel, 1848)
        - Orinoko-Schienenschildkröte (Podocnemis vogli Müller, 1935)

      - Gattung: † Pricemys Gaffney, Meylan, Wood, Simmons & Campos, 2011
        - † Pricemys caiera Gaffney, Meylan, Wood, Simmons & Campos, 2011

      - Gattung: † Roxochelys Price, 1953
        - † Roxochelys wanderleyi Price, 1953
        - † Roxochelys harrisi Pacheco, 1913

      - Gattung: † Shweboemys Swinton, 1939
        - † Shweboemys pisdurensis Jain, 1977
        - † Shweboemys pilgrimi Swinton, 1939

      - Gattung: † Stereogenys Andrews, 1901
        - † Stereogenys cromeri Andrews, 1901

      - Gattung: † Stupendemys Wood, 1976
        - † Stupendemys geographicus Wood, 1976
        - † Stupendemys souzai Bocquentin & Melo, 2006

      - Gattung: † Turkanemys Wood, 2003
        - † Turkanemys pattersoni Wood, 2003

  - Familie: † Bothremydidae Baur, 1891
    - † Unterfamilie: Bothremydinae Baur, 1891
      - Gattung: † Cearachelys Gaffney, de Almeida Campos & Hirayama, 2001
        - † Cearachelys placidoi Gaffney, de Almeida Campos & Hirayama, 2001

      - Gattung: † Foxemys Tong, Gaffney & Buffetaut, 1998
        - † Foxemys mechinorum Tong, Gaffney & Buffetaut, 1998

      - Gattung † Posadachelys Aguillón Martínez, 2010
        - † Posadachelys cerropueblensis Aguillón Martínez, 2010 (General Cepeda Schildkröte)

      - Gattung: † Polysternon Portis, 1882
        - † Polysternon atlanticum Lapparent de Broin & Murelaga, 1996
        - † Polysternon provinciale (Matheron, 1869)

      - Gattung: † Puentemys Cadena, Bloch & Jaramillo, 2012
        - † Puentemys mushaisaensis Cadena, Bloch & Jaramillo, 2012